# Catane
« Catania » redirige ici. Pour les autres significations, voir Catania (homonymie) et Catane (homonymie).
Catane (en italien : Catania ; en sicilien : Catania /kaˈtanja/) est la deuxième ville de Sicile derrière Palerme, en superficie comme en population. Située sur la côte est de la Sicile, au bord de la mer Ionienne et au pied du volcan actif de l'Etna, elle se hisse à la 10e place des villes les plus peuplées d'Italie et sa métropole, la plus densément peuplée de l'île, regroupe 58 communes pour un total de 1 107 702 habitants. La population de la ville proprement dite s'élève à 297 200 habitants, ce qui en fait la première commune italienne ne disposant pas du statut de chef-lieu régional.
Fondée en 729 av. J.-C. par des colons chalcidiens venus de la cité voisine de Naxos, Catane contribue à l'épanouissement civilisationnel de la Grande-Grèce dont elle conserve moult vestiges. D'importante cité romaine puis byzantine, elle est conquise par les Arabes au IXe siècle et reconquise par les Normands. Elle ne regagne de sa superbe en tant que foyer de culture et d'arts que sous le règne de la dynastie aragonaise sur le royaume de Sicile, dont elle accueille la cour ainsi que la première université de l'île fondée sous le règne d'Alphonse V en 1434. Berceau d'hommes illustres, les compositeurs Vincenzo Bellini et Giovanni Pacini ainsi que les écrivains Giovanni Verga, Luigi Capuana, Federico De Roberto et Nino Martoglio y naquirent.
Son histoire est ponctuée de catastrophes géologiques qui l'ébranlent jusque dans ses fondations : presque intégralement rasée par un tremblement de terre dévastateur en 1169 ; une éruption de l'Etna génère d'abondantes coulées de lave qui ont bien failli l'engloutir en 1669, suivies d'un nouveau séisme qui entraîne des destructions considérables vingt-quatre ans plus tard.
Cœur industriel, logistique et commercial de l'orient sicilien, Catane dispose, en dépit de son statut officieux de « deuxième cité de Sicile », du premier aéroport de l'île et cinquième à l'échelle nationale, Catane-Fontanarossa. Sa morphologie urbaine est le fruit de la reconstruction quasi-totale initiée à la suite des catastrophes naturelles de la seconde moitié du XVIIe siècle,. La ville offre à ce titre un témoignage exceptionnel de l'exubérance de l'architecture baroque tardive ayant eu cours à cette époque, et son centre historique figure depuis 2002 sur la liste du patrimoine mondial de l'UNESCO aux côtés de sept autres villes du Val di Noto (Caltagirone, Militello in Val di Catania, Modica, Noto, Palazzolo Acréide, Raguse et Scicli).
En 2016, l'Associazione nazionale Italia Liberty lui décerne le prix de Best LibertyCity (« cité Art nouveau de l'année ») afin de mettre en avant son patrimoine Liberty remarquablement bien conservé,,,,.

## Géographie

### Localisation
Catane est positionnée sur la côte orientale de la Sicile, sur le golfe homonyme dans la mer Ionienne, entre les villes de Messine (88 km) et Syracuse (52 km). Son centre se situe à 28 km du sommet de l'Etna. Palerme, à l'ouest de l'île, se trouve à plus de 200 km.

### Topographie
Le territoire municipal est étagé entre les contreforts montagneux de l'Etna au nord et le terrain essentiellement plat de la plaine de Catane au sud. Cette vaste plaine agricole ('a Chiana), la plus étendue de Sicile, est irriguée au sud par le Simeto, dont l'embouchure est constituée en 1984 en une réserve naturelle couvrant près de 2 000 hectares (Oasi del Simeto).
Strabon juge l'emplacement de Catane au pied de l'Etna comme relevant à la fois d'une malédiction et d'une bénédiction. En effet, si les éruptions parfois violentes du volcan ont maintes fois détruit la cité au fil des âges, les cendres qui s'en échappent enrichissent le sol de la plaine et le rendent particulièrement fertile, optimal pour la viticulture.
Le golfe d'Ognina, au nord de la ville, correspond au mythique « port d'Ulysse » (le Portus Ulixis ou Portus Odysseus cité par Pline l'Ancien), où le héros et ses compagnons accostèrent sur la terre du cyclope Polyphème.
Les plages de Catane alternent entre sable doré (la Plaja) et sable noir (la « petite rade » de San Giovanni Li Cuti). L'expression dialectale « li cuti » correspond aux « aiguisoirs » et peut désigner des « rochers » ou des « affiloirs », lieux propices au riblage et à l'érosion des écueils.

### Hydrographie
Son port, dans lequel se jette le fleuve côtier (et partiellement souterrain) de l'Amenano, juste au sud de la piazza Duomo, prend la forme d'une faucille. Le fleuve canalisé ressurgit à la fontaine de l'Amenano, chef-d'œuvre en marbre blanc surnommé « acqua a 'llinzolu » (« eau des draps ») par les lavandières de Catane, situé entre la Pescheria (marché aux poissons) et la place de la cathédrale.
Juste à l'extérieur des remparts occidentaux, le fleuve alimentait autrefois le lac de Nicito, tari par la coulée de lave lors de l'éruption de 1669. La rue du même nom (via Nicito) commémore l'emplacement de ces eaux disparues.

### Climat

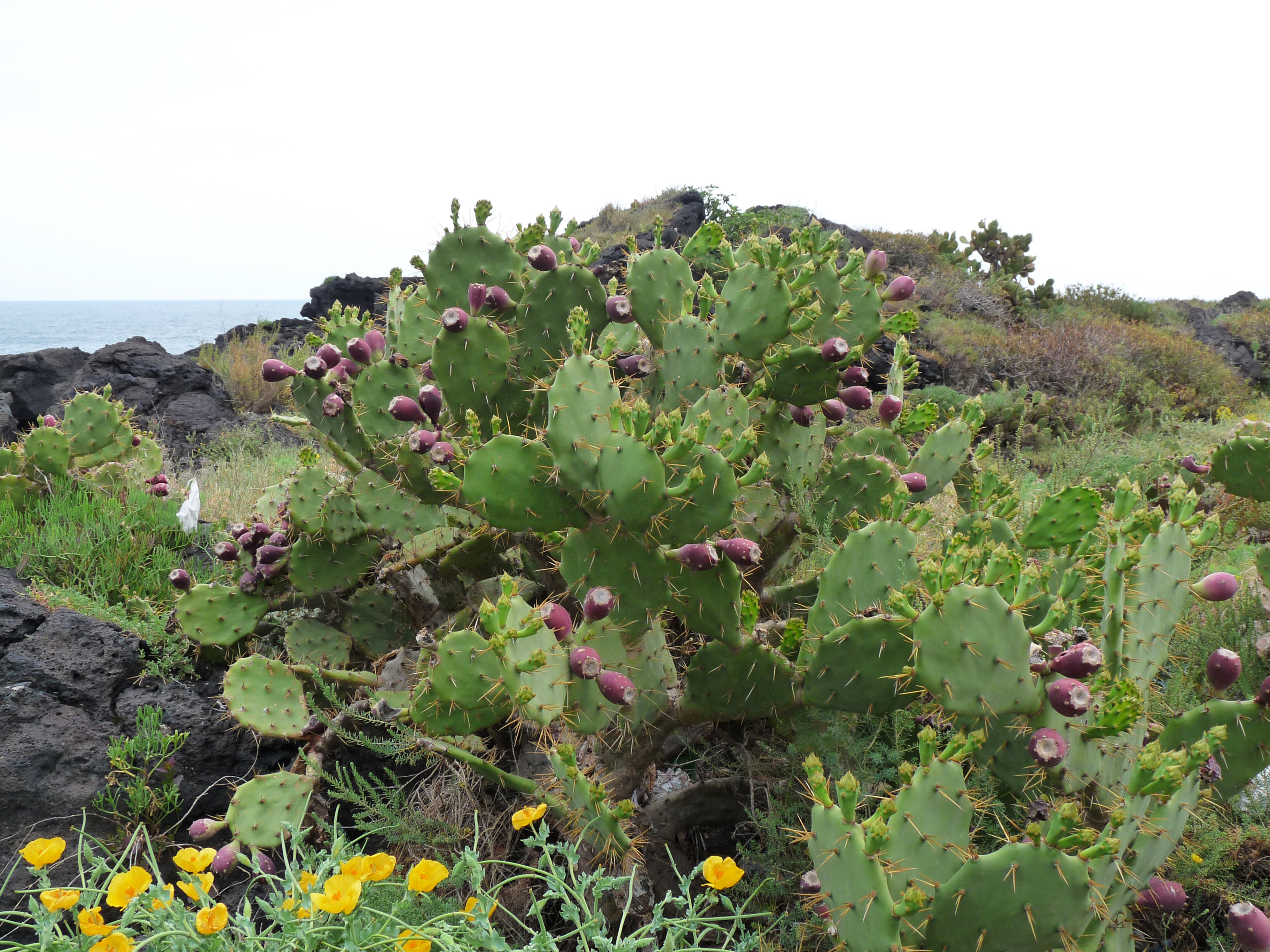
Figuiers de Barbarie et roche volcanique sur le littoral.

Catane et sa plaine bénéficient d'un climat méditerranéen à été chaud (Köppen : Csa), appellation d'autant mieux appropriée au climat de la ville qui connaît des étés parmi les plus longs, chauds et secs d'Italie. Et pour cause, les 40 °C peuvent être amplement dépassés en raison du sirocco qui souffle fréquemment sur Catane. Généralement, la température diurne varie toutefois entre 30 et 34 °C et il se peut qu'aucune goutte d'eau ne tombe de toute la saison estivale.
Les hivers sont très modérés (températures diurnes moyennes entre 12 et 20 °C) même si la ville enregistre une amplitude thermique nocturne assez prononcée relativement aux autres villes littorales de cette latitude ; les gelées nocturnes, aussi rares soient-elles, ne sont pas impossibles et la neige peut se montrer abondante sur les hauteurs de l'Etna (mais pas sur la ville, qui est justement abritée des vents du nord par l'ombre orographique du volcan). Les chutes de neige les plus récentes à Catane ont eu lieu les 9 février 2015, 6 janvier 2017 et 5 janvier 2019, mais la dernière ayant réellement persisté et blanchi le sol remonte au 17 décembre 1988. La plupart des précipitations annuelles sont concentrées entre octobre et avril, accentuant la division de l'année entre une saison humide et une période de sécheresse intense pendant les mois d'été. Catane reçoit environ 750 mm de pluie annuellement, mais cette quantité peut varier considérablement d'une année sur l'autre, oscillant parfois entre 1 200 et seulement 250 mm.

Le record absolu de froid, -7 °C, a été enregistré à la date du 1er février 1962. À l'inverse, le 24 juillet 2023, la température a atteint un pic de 47,6 °C.
| Mois                              | jan. | fév. | mars  | avril | mai   | juin  | jui.  | août  | sep.  | oct.  | nov.  | déc.  | année |
| --------------------------------- | ---- | ---- | ----- | ----- | ----- | ----- | ----- | ----- | ----- | ----- | ----- | ----- | ----- |
| Température minimale moyenne (°C) | 5,4  | 5,4  | 6,8   | 9,2   | 12,7  | 16,6  | 19,2  | 20,1  | 17,9  | 14,7  | 10,6  | 7,2   | 12,1  |
| Température moyenne (°C)          | 10,4 | 10,7 | 12,3  | 14,7  | 18,6  | 22,8  | 25,5  | 26,2  | 23,4  | 19,7  | 15,4  | 11,9  | 17,7  |
| Température maximale moyenne (°C) | 15,8 | 16,3 | 18,1  | 20,5  | 24,7  | 29    | 31,9  | 32,4  | 29    | 25    | 20,7  | 16,9  | 23,4  |
| Ensoleillement (h)                | 163  | 144  | 195,4 | 225,9 | 265,2 | 284,8 | 325,3 | 329,3 | 206,4 | 197,1 | 155,7 | 137,6 | 2 630 |
| Précipitations (mm)               | 96,4 | 62,8 | 54,6  | 56,5  | 28,2  | 12    | 11,1  | 18,4  | 63,8  | 107,5 | 135,3 | 115,5 | 762   |

### Morphologie urbaine
Le noyau originel à partir duquel la cité se développe se trouve sur une éminence du monte Vergine (49 mètres d'altitude) née d'une éruption préhistorique de l'Etna datée d'il y a près de 10 000 ans avant le présent et correspondant à l'actuelle piazza Dante Alighieri, où se dresse désormais le monastère de San Nicolò l'Arena. Le site bénéficiait de sa position surélevée offrant une relative protection face aux invasions maritimes ainsi que de la proximité d'un cours d'eau, l'Amenano, séparé de la terrasse d'Acquicella (15 m) par une vallée encaissée qui sera comblée par les coulées de lave de l'éruption de 1669. La colline de Santa Sofia (303 m), qui semble répondre à la première sur le plan topographique, accueille de nos jours la « citadelle universitaire », près de la route de Gravina di Catania, commune populeuse de la banlieue catanaise.

### Voies de communication et transports

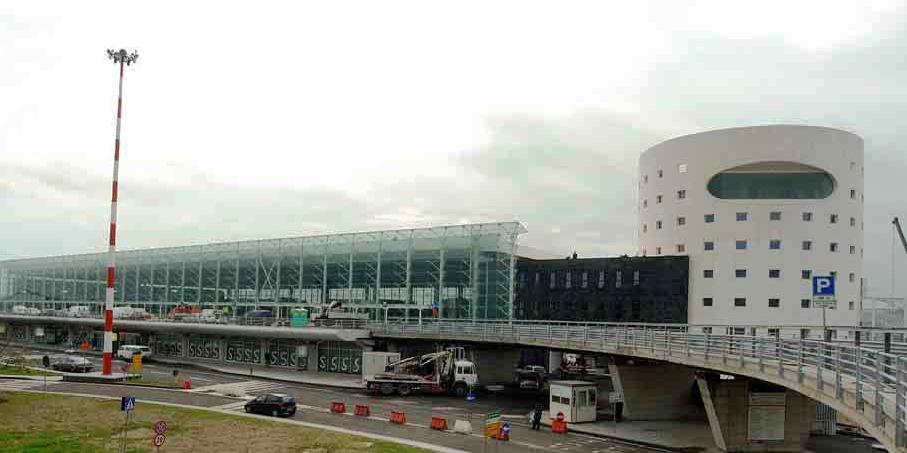
Aéroport de Catane-Fontanarossa.

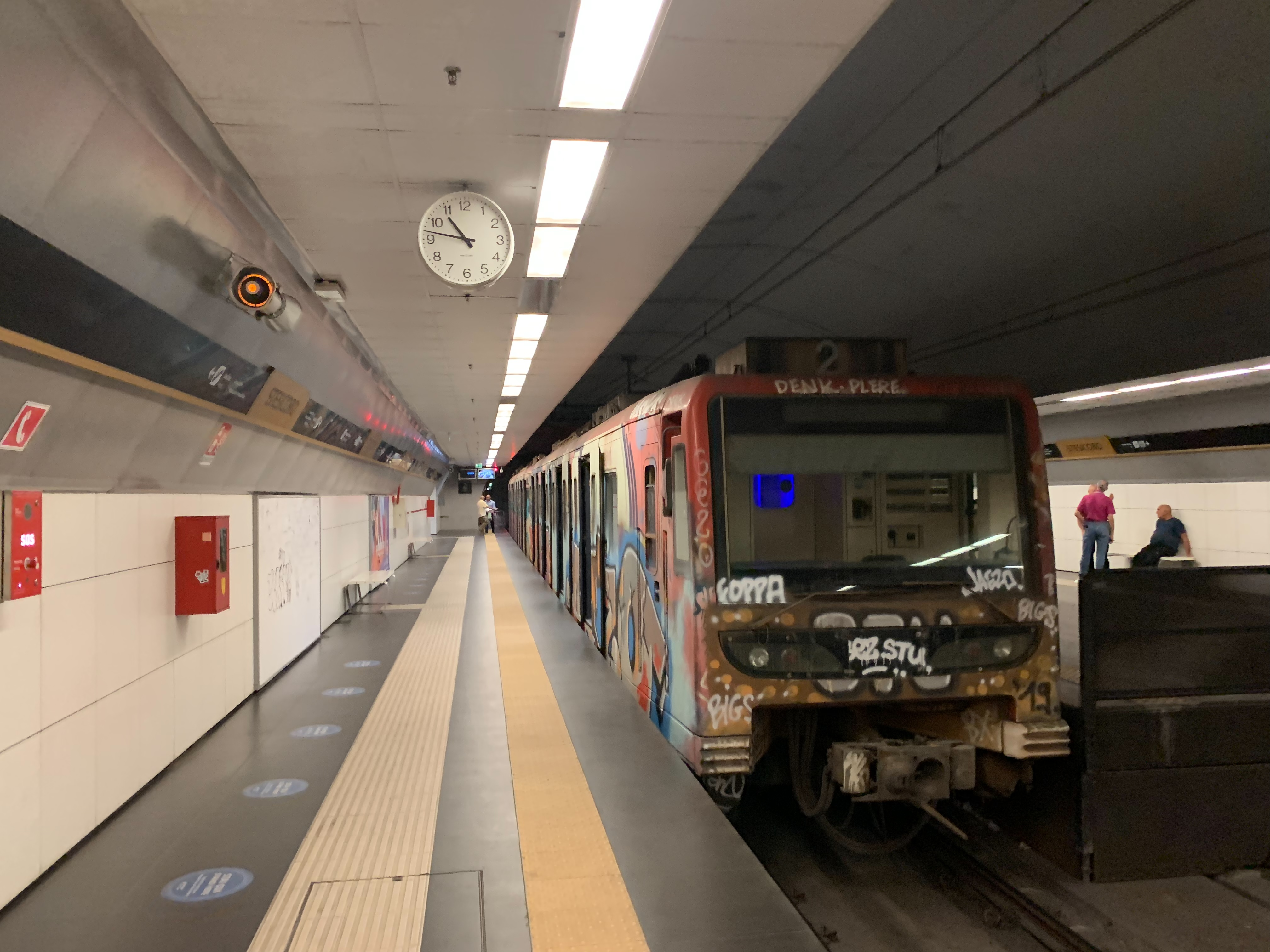
Métro de Catane.

Plan du métro de Catane.

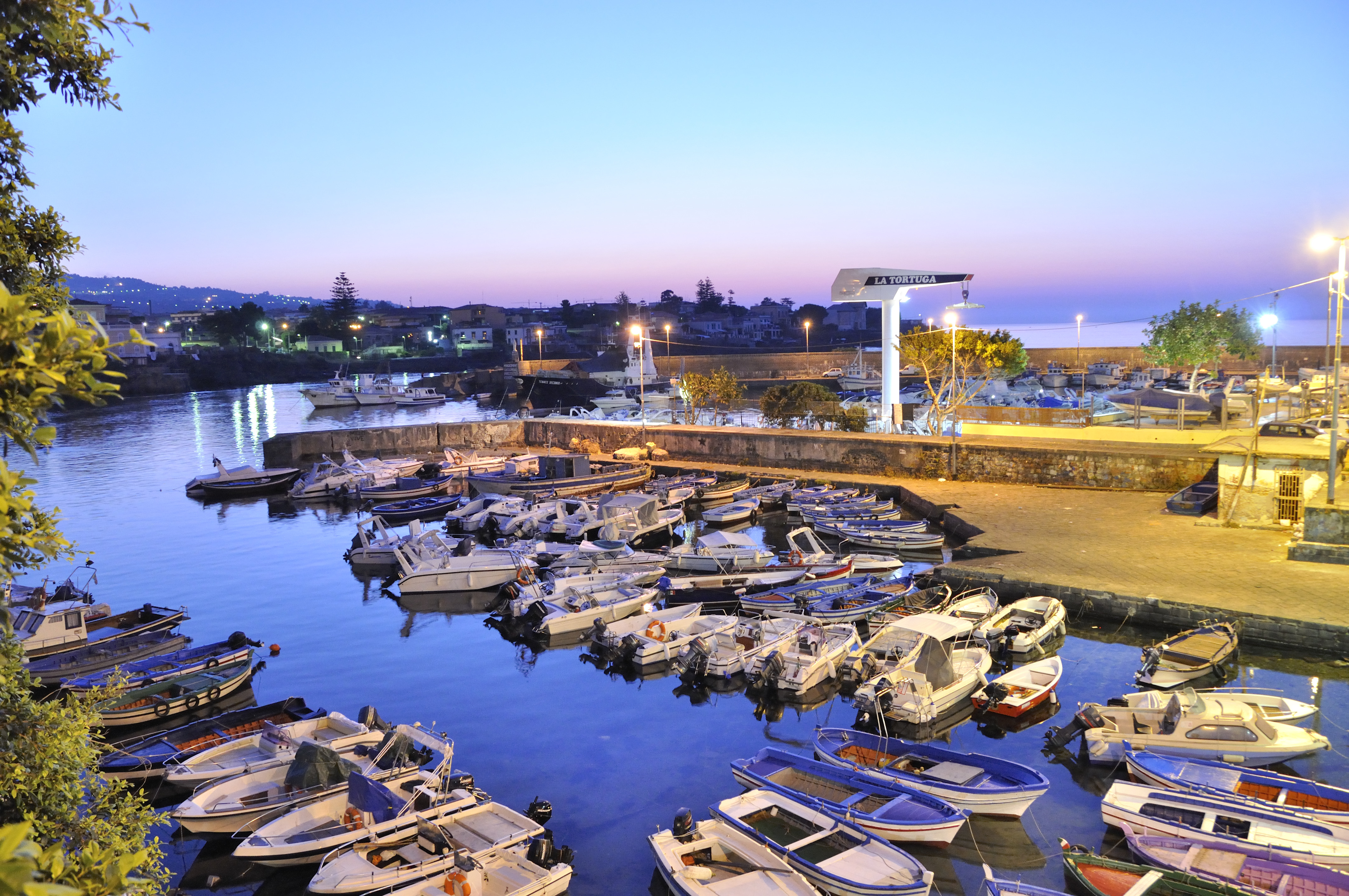
Porto Ulisse à Ognina.

Selon une enquête, les Catanais passent en moyenne 56 minutes par jour dans les transports en commun, la plupart du temps pour se rendre sur leur lieu de travail ou en revenir. 13 % des usagers des transports urbains voyagent plus de 2 heures par jour. Le temps moyenne d'attente à un arrêt ou une station est de 20 minutes, tandis que 46 % des usagers attendent généralement plus de 20 minutes chaque jour. La distance moyenne que les gens parcourent habituellement en un seul trajet de transports en commun est de 4,7 km, et seuls 3 % d'entre eux dépassent 12 km.

#### Infrastructures routières
Catane est reliée par autoroute aux deux autres grandes villes de l'île, Palerme (autoroute A19) et Messine (autoroute A18) ainsi qu'à Syracuse (autoroute Catane-Syracuse), Gela et au sud de l'île. Le périphérique de Catane est le plus grand raccord autoroutier de l'île.

#### Transports urbains
Le métro de Catane, ouvert en 1999, ne possède pour l'heure qu'une seule ligne longue de 8,8 km reliant les stations de Nesima, à l'ouest de la ville, et Stesicoro. Un prolongement est prévu de la ville satellite de Paternò à l'aéroport de Fontanarossa.

#### Desserte ferroviaire
Il existe quatre gares ferroviaires (la principale, Catania-Centrale, est notamment desservie par les lignes Messine-Syracuse, Catane-Gela, Catane-Palerme) en plus de la gare de Nesima de la ligne dite « Circumetnea » (ligne à voie étroite de 110 km qui fait le tour de l'Etna et grimpe jusqu'à 1 000 m d'altitude avant de redescendre sur la côte au niveau de Giarre-Riposto au nord).

#### Desserte aérienne
La ville dispose d'un aéroport international, Catane-Fontanarossa, qui porte aussi le nom de Vincenzo Bellini depuis 2007. C'est le principal aéroport de Sicile.

#### Transport maritime
Le port de Catane est le point de départ d'une ligne de ferry vers Naples.

## Toponymie

### Katane, villagesicule

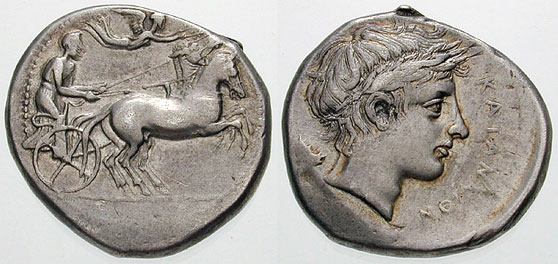
Monnaie de Katánē (Ve siècle av. J.-C.).

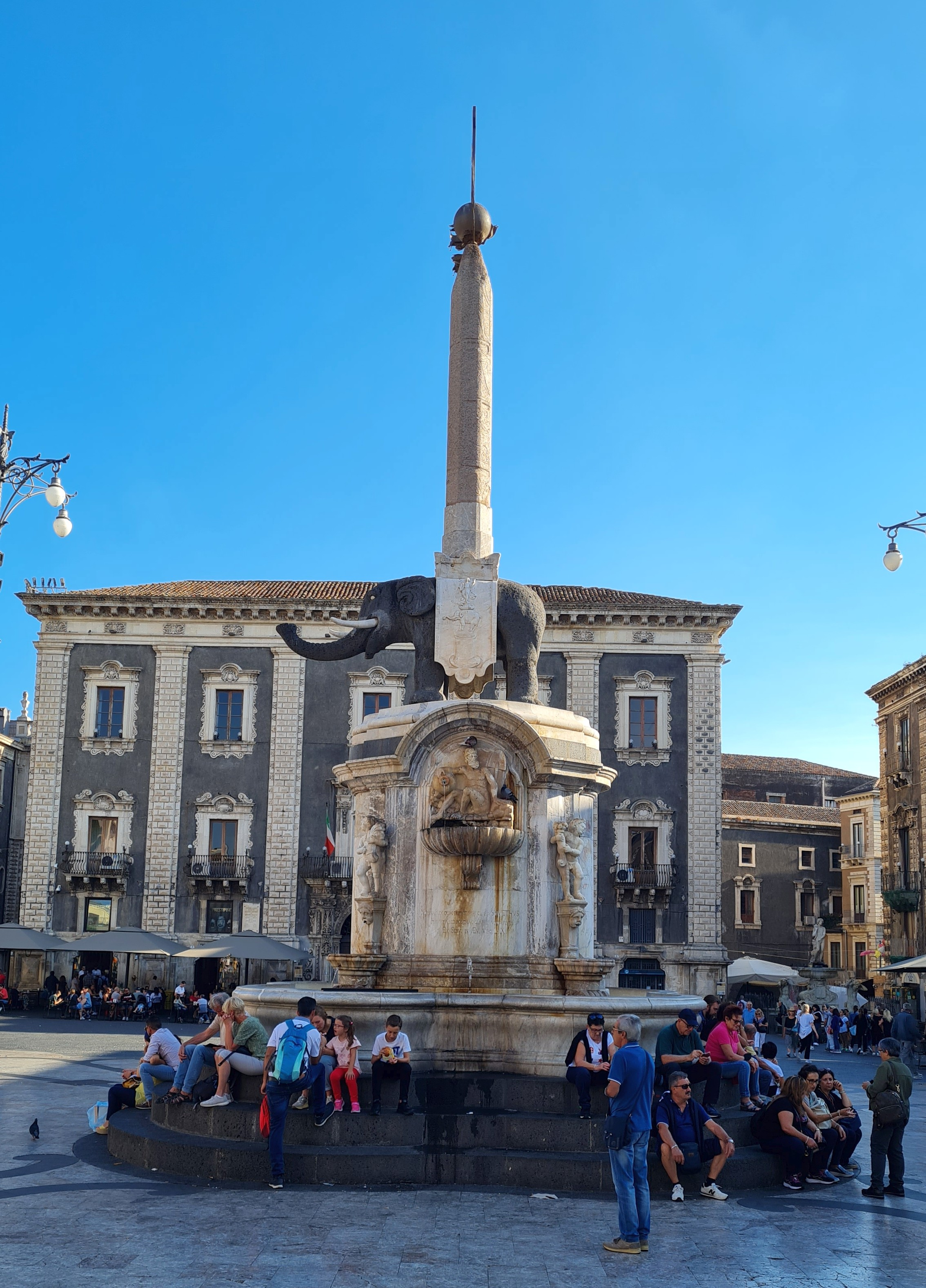
U Liotru, symbole de Catane qui lui a valu son nom sous la domination arabe.

Nom d'origine donné à la ville par la population autochtone de Sicile, les Sicules, qui se traduit par « râpe, racloir, couteau à écorcher, écorcherie » ainsi que, in extenso, « lieu âpre, territoire tranchant et raboteux, sol rêche », à mettre en relation avec les décors de lave du panorama et de sa collocation géographique aux pentes de l'Etna. Le biographe grec Plutarque confirmera cette interprétation,.

### Katánē(Κατάνη[katánɛː]), colonie grecque
Version hellénisée du toponyme des Sicules. Pour une brève période, sous la houlette du tyran syracusain Hiéron Ier, elle fut appelée Αἴτνη (Aítnē ou Ætna), période sous laquelle fut frappé le tétradrachme d'Ætna, réputé pour être la pièce de monnaie la plus chère au monde.

### Catina[ˈkatɪna]ouCatana[ˈkatana], cité romaine
Formes latinisées du nom grec. La première a eu majeure fortune pour l'assonance et la féminisation du vocable catinus, qui possède un double sens. Il peut signifier soit « écuelle, bol », soit « baie marine ou golfe ». Les deux sens trouvent leur justification évidente dans la position naturelle de la ville, « enfoncée sur la lave comme une couronne » et « située à proximité du golfe de Catane ». Tetrapolis (« les quatre villes ») fut employé cérémonieusement afin de commémorer le premier arrangement urbanistique des colonies chalcidienne et latine (constituées de quatre agglomérations originairement distinctes) jusqu'à leur inexorable fusion : la Demetria, la Luna, l'Aetnapolis et la Civitas.

### Appellatifs arabes sous l'émirat de Sicile, auxXeetXIesiècles
Balad-al-Fil (بلد الفيل, « village, territoire de l'éléphant » par Al Idrissi), Madinat-al-Fil (مدينة الفيل, « cité de l'éléphant » par Al-Muqaddasi), dans les deux cas en référence à la même sculpture en pierre de lave épousant la forme de l'animal éponyme érigée de nos jours sur la fontaine de la piazza Duomo, Wadi Musa (وادي موسى, « rivière de Moïse », nom arabe du fleuve Simeto), Qaṭāniyyah, (قطانية, légumineuses qui prédominaient dans les champs de la plaine de Catane jusqu'à l'arrivée au pouvoir des Aghlabides, qui supplantent massivement les cultures traditionnelles par celles des agrumes dans toute la Sicile). C'est de ce dernier toponyme, qui découle des précédents, que la ville tient son nom contemporain.

### Du bas Moyen Âge à nos jours
Les dénominations médiévales Cathania et Catanea sont d'usage jusqu'à l'émergence de la forme moderne et contemporaine Catania.
Catane est qualifiée de « protectrice des rois » en raison de la présence de la cour aragonaise au castello Ursino (1282-1412). Ses armoiries civiques, lisible dans le recueil des Civitates Orbis Terrarum (volume V, 1598), énonce : « Castigo Rebelles, Invictos supero, Catania tutrix regum » (« Je châtie les rebelles, je vaincs les invincibles, Catane protectrice des rois »).
En 1836, elle reçoit le prestigieux surnom d'« Atene Sicula » (l'Athènes sicilienne) en raison de son ouverture sur la mer et de sa vocation commerçante. Sur un ton plus enclin au sarcasme, elle est parfois affublée du surnom de « Milan de Sud » en référence à son dynamisme lors du boom économique des années 1960.

## Histoire

### Préhistoire
La colline de monte Vergine occupe une position stratégique entre la mer, l'Etna et la plus vaste plaine cultivable de Sicile. Des traces de fréquentation humaine préhistorique y ont été détectées en plusieurs points, notamment dans le secteur de l'ancien monastère bénédictin de l'église San Nicolò l'Arena ainsi qu'aux abords de la via Teatro Greco. Les vestiges découverts dans le périmètre du monastère remontent à une période allant du néolithique à la fin de l'âge du cuivre (énéolithique), tels qu'une tombe à fosse polissoïde.
Des stratifications urbaines attribuables à deux phases préhistoriques distinctes ont été identifiées au sein d'un espace délimité entre l'odéon et la via Teatro Greco : la première, datée au carbone 14 de la seconde moitié du VIe millénaire av. J.-C., correspond à un établissement humain avec un ou plusieurs abris sous roche occupé vers la fin du néolithique ; la seconde phase, datée de la fin du Ve millénaire av. J.-C., correspond à un habitat de huttes énéolithique auquel doit vraisemblablement être attribuée la tombe découverte chez les Bénédictins.

### Antiquité

#### Fondation de la ville

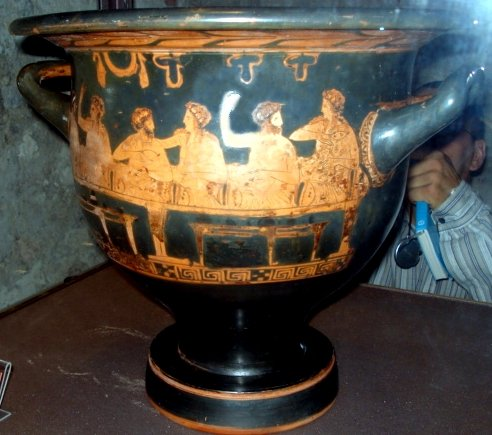
Cratère dépeignant une scène de symposion (mot grec pour « banquet ») conservé au castello Ursino.

Bien que des trouvailles sporadiques de l'âge du fer soient attestées dans le secteur, celui-ci est probablement inhabité en 729 av. J.-C., année lors de laquelle, selon Thucydide, des colons grecs de la cité voisine de Naxos, dirigés par les oikistes Théoclès et Évarque originaires de Chalcis en Eubée, fondent respectivement Λεοντῖνοι (Leontinoi) et Kατάvη (Katánē), quatre ans après Syracuse. Après sa mort, Évarque sera héroïsé et son tombeau érigé sur l'agora de la cité.
Les colons investissent le monte Vergine pour en faire l'acropole de leur cité tandis que le golfe naturel, idéalement positionné au débouché de la riche plaine céréalière, fera office de port. Aussi, rapidement après sa fondation, la cité prospère grâce aux échanges, comme en témoigne le dépôt votif du VIe siècle av. J.-C. découvert sous la piazza San Francesco, contenant des vases de Corinthe, d'Athènes et de Sparte ainsi que des ex-voto en terre cuite locale.
Katane est bien vite associée au mythe d'Amphinomos et Anapias. Au cours d'une légendaire éruption de l'Etna, les deux jeunes hommes éponymes auraient délaissé tous leurs biens afin de prendre la fuite en transportant leurs parents âgés sur leurs épaules. La coulée de lave se serait alors scindée pour les épargner. Des statues sont érigées et des pièces de monnaie sont frappées à leur effigie afin de commémorer leur sacrifice héroïque, et le lieu de leur sépulture sera renommé Campus Piorum (« le Champ des Pieux »). Cette légende rencontra un écho majeur auprès des poètes latins, tels que Lucilius le Jeune et Claudien, qui en firent de longues descriptions.

#### Katane, cité grecque

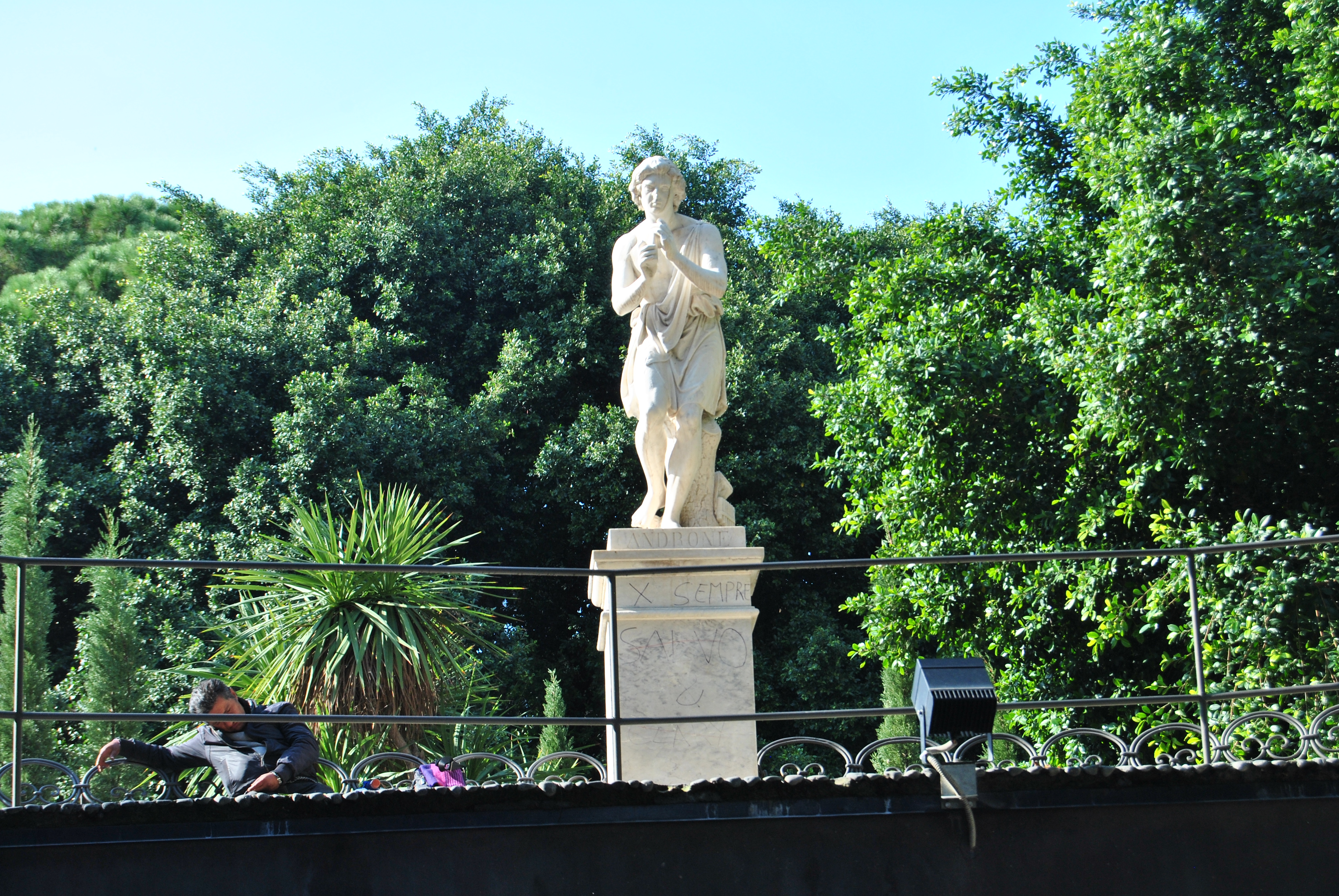
Andron, danseur semi-légendaire de Catane.

Vers la fin du VIe siècle av. J.-C., Katane se dote d'une législation dont la paternité est attribuée à Charondas. La plupart des autres cités chalcidiennes de Sicile et de Grande-Grèce ne tardent pas à suivre son exemple.
La cité, qui atteint l'apogée de son influence au début du Ve siècle av. J.-C., devient un grand centre d'apprentissage. Elle attire des poètes aussi renommés qu'Ibycos et Stésichore d'Himère (vers 630–555 av. J.-C.). Ce dernier serait enterré dans un somptueux sépulcre à l'extérieur de l'une des portes de la cité, nommée en son honneur porta Stesichoreia. Le philosophe Xénophane de Colophon (vers 570–475 av. J.-C.), fondateur présumé de l'école éléatique, y a dispensé ses derniers enseignements. En outre, l'introduction de la danse pour accompagner la mélodie de la flûte est attribuée à Andron, citoyen de Katane. Le philosophe péripatéticien Théophraste rapporte que Katane est l'unique polis de sa connaissance dont les conventions lors d'un marché (contre oral) ne sont pas matière à procès ; Platon y fait référence dans ses Lois.
En 476 av. J.-C., elle est conquise par Hiéron Ier, tyran de Syracuse, qui désire asseoir son autorité sur les poleis sicéliotes. Il rase la cité et déporte ses habitants à Léontinoi puis la refonde sous le nom d'Aítnē (Ætna, du mont Etna) et la repeuple de mercenaires, : il en fait parvenir 5 000 du Péloponnèse et 5 000 autres directement de Syracuse. Ce violent épisode, d'une durée totale de quinze ans, a produit les pièces d'argent les plus précieuses de l'Antiquité grecque et est célébré par Pindare, qui chante les louanges du tyran auto-proclamé oikiste (« fondateur ») de la nouvelle cité, ainsi que par Eschyle dans l'une de ses tragédies dont nous avons perdu la trace (Les Etnéennes). En 465 av. J.-C., Thrasybule, successeur de Hiéron, est évincé du pouvoir, signifiant la chute de la tyrannie des Deinoménides à Syracuse. Quatre ans plus tard (461 av. J.-C.), les habitants originels de Katane regagnent leur cité, lui restituant par la même occasion son nom d'origine, et en expulsent les colons doriens invités par Hiéron qui se retirent à la place forte d'Inessa. Un vaste théâtre d'une capacité d'accueil de 7 000 spectateurs est édifié sur l'acropole à cette époque.
Elle s'allie à Léontinoi pour contrer la puissance syracusaine dans les années 420 av. J.-C. Alcibiade se serait adressé aux Catanais à l'occasion d'un discours afin de les convaincre d'apporter leur soutien à la cité d'Athènes dans le contexte de la guerre du Péloponnèse et de l'expédition de Sicile visant à punir la cité de Syracuse. Mais Thucydide rapporte que Katane, dont la population craignait d'éventuelles représailles de la part de Syracuse, n'apporta qu'une aide limitée en dépit de son soutien moral à l'entreprise athénienne. Elle permet néanmoins à l'armée d'Athènes de stationner un an dans la cité.  Ses craintes se confirment lorsqu'elle est de nouveau exposée aux visées expansionnistes de Syracuse à la suite de la défaite d'Athènes. En 403 av. J.-C., Denys l'Ancien, tyran de Syracuse, étend sa domination sur la façade orientale de la Sicile dans le but de disputer l'hégémonie aux Carthaginois présents dans l'ouest de l'île. Ainsi, Katane est brutalement saccagée par les troupes du tyran qui vend ses citoyens comme esclaves et la repeuple de mercenaires campaniens. Elle est brièvement occupée par les Carthaginois sous le commandement d'Himilcon et de Magon, à la suite de la grande bataille navale de Catane en 397 av. J.-C. Les tyrans syracusains sont chassés tandis que leurs sujets campaniens sont contraints de se retirer sur les pentes de l'Etna.
Callippe, assassin de Dion de Syracuse, dirige brièvement la cité. En 338 av. J.-C., Timoléon défait le tyran Mamercus de Catane et rompt l'alliance de la cité avec Carthage. Katane retrouve une fragile indépendance mais change fréquemment d'allégeance au cours des guerres opposant Agathocle de Syracuse aux Carthaginois. La cité soutient massivement Pyrrhus Ier qu'elle accueille avec faste avant de tomber aux mains des Romains en 263 av. J.-C.

#### Catina, cité romaine

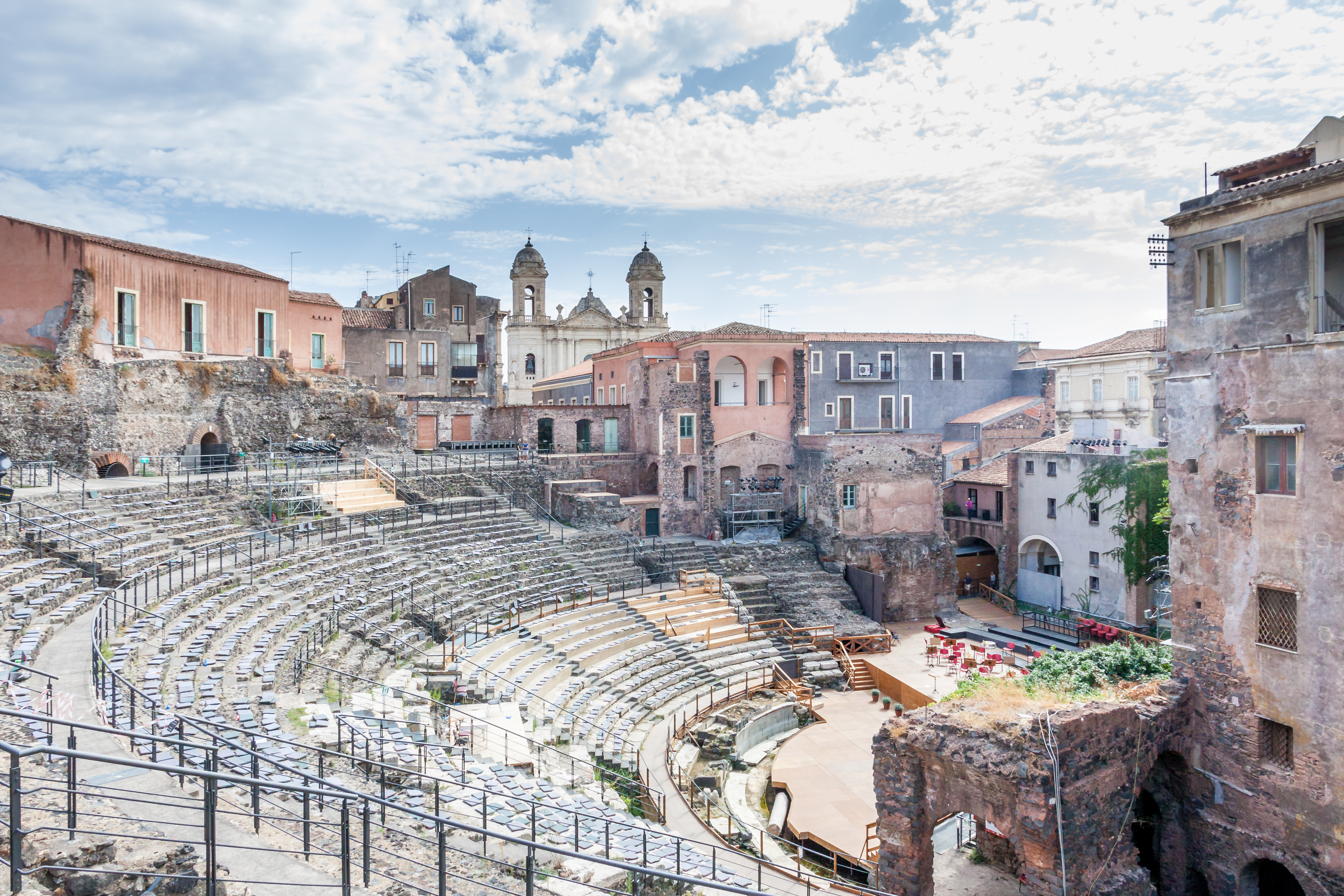
Théâtre romain dans le centre historique de Catane.

Lors de la première guerre punique, Catina est l'une des premières cités siciliennes à se soumettre à la République romaine, sous laquelle elle est enrichie de grands édifices publics. En effet, la cité est prise par Manius Valerius Messalla dès 263 av. J.-C. Un cadran solaire pillé à la ville en guise de butin est déposé dans le Comitium, à Rome. Dès lors, Catina devient une civitas decumana, c'est-à-dire qu'elle doit payer un dixième de ses revenus agricoles annuels en impôt à Rome. Le conquérant de Syracuse, Marcus Claudius Marcellus, fait édifier un gymnase dans la cité.
Catina entretient par la suite des relations paisibles avec Rome et, bien qu'elle n'ait pas obtenu le statut de cité confédérée (foederata civitas) comme ses voisines Tauromenium (Taormine) et Messana (Messine), elle connaît une grande prospérité sous domination romaine.

Brièvement conquise par des esclaves rebelles lors de la première guerre servile vers 135 av. J.-C., Caius Licinius Verres la reprend et pille ses richesses comme ailleurs en Sicile. Une violente éruption de l'Etna consume la ville en 121 av. J.-C. Les coulées de lave submergent presque entièrement la ville, et les cendres incandescentes s'écoulent en telle quantité que des toits s'effondrent. En guise de dédommagement, Catina est exemptée de ses redevances habituelles à Rome pendant dix ans. Cicéron mentionne à plusieurs reprises Catina comme l'une des cités les plus riches et florissantes de son temps grâce à son port via lequel elle exporte blé et céréales. Elle conserve ses institutions municipales et son premier magistrat porte le titre de Proagorus.

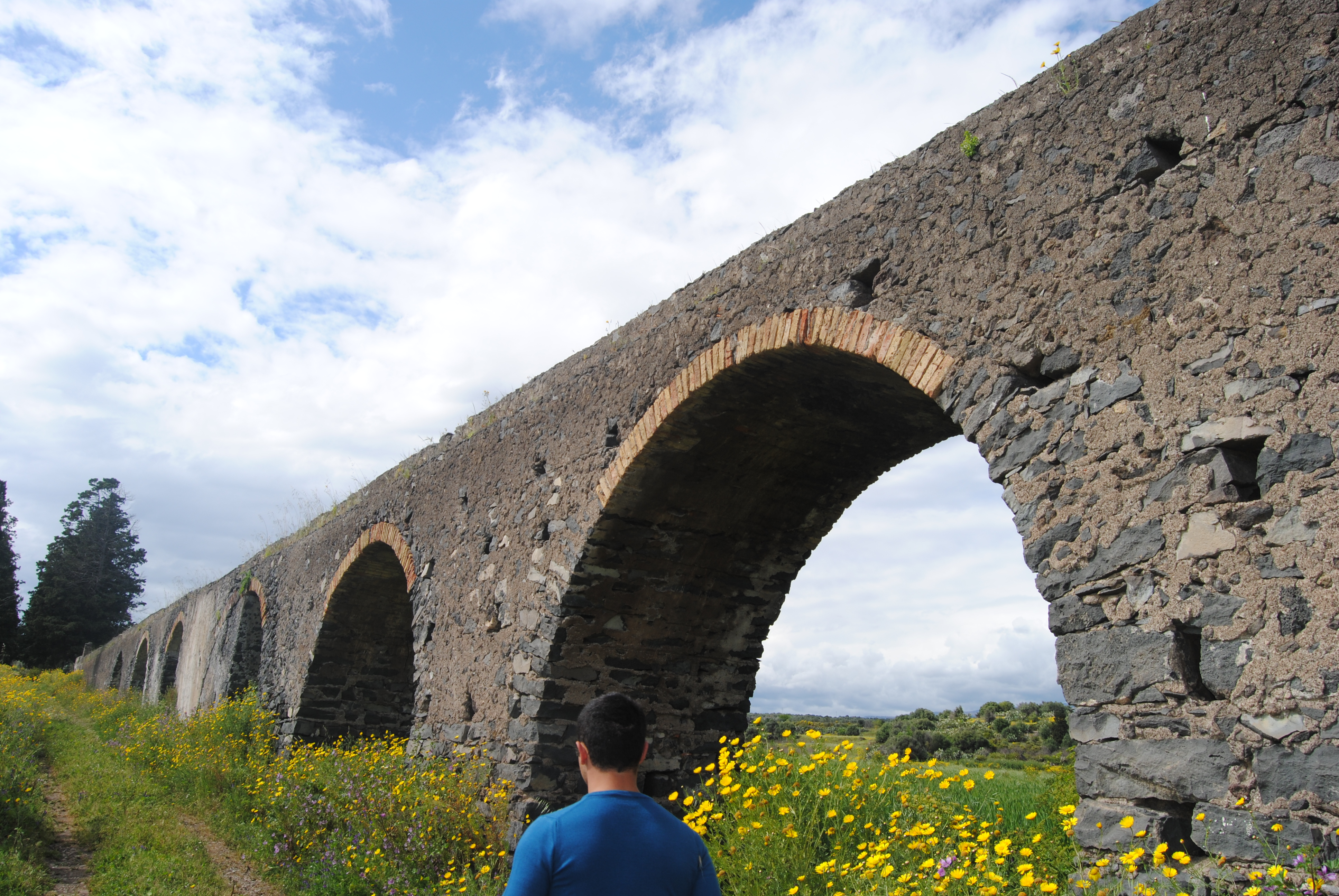
Aqueduc romain de Catina à Valcorrente.

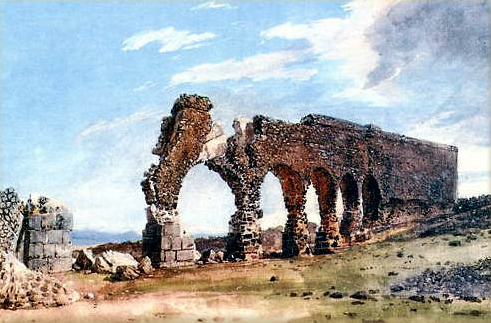
Vestiges de l'aqueduc romain, tableau de Jean-Pierre Houël.

En 44 av. J.-C., lors de la révolte sicilienne, Sextus Pompée choisit la Sicile comme base d'opérations et Catina se rallie à sa cause. Le général y rassemble une armée et une flotte redoutables, avec le soutien des esclaves rescapés des grandes villas patriciennes. Après la victoire d'Auguste en 36 av. J.-C., la plupart des terres agricoles de Sicile sont désertées puis redistribuées aux vétérans des légions impériales, ce qui permet paradoxalement à la cité, devenue colonie latine en 21 av. J.-C., de renouer avec sa prospérité d'antan. Dès l'année suivante, une nouvelle révolte, menée cette fois par le gladiateur Selurus, sème le chaos dans la région pendant quelque temps. D'après Strabon, Catina est l'une des rares cités siciliennes encore florissantes après avoir connu toutes ces dévastations. Elle abrite alors le plus long aqueduc de la Sicile romaine, qui mesure 24 km de long en partant des sources de Santa Maria di Licodia.
La cité conserve son statut de colonie romaine et prospère encore tout au long de la période impériale. Au IVe siècle, le poète Ausone, dans son Ordo urbium nobilium, ne mentionne que Catane et Syracuse parmi les villes siciliennes notables de son époque.
Selon la tradition hagiographique reprise dans La Légende dorée, sainte Agathe serait née à Catane au IIIe siècle. Refusant les avances de Quintien, proconsul de Sicile, celui-ci la fit enfermer et torturer : on lui arracha alors les mamelons à l'aide de tenailles. Elle reçut la visite de l'apôtre Pierre, qui apaisa ses blessures, puis succomba à son martyre le 5 février 251. On raconte que sa mort fut accompagnée d'un terrible séisme. Le 5 février 252, l'Etna entra en éruption, déversant un flot de lave en direction de Catane. Les habitants s'emparèrent alors du voile qui recouvrait la sépulture de la sainte et le déployèrent face aux flammes qui s'arrêtèrent aussitôt, épargnant la cité.
Catane est pillée par les Vandales de Genséric en 440.

### Moyen Âge
Après la chute de l'Empire romain d'Occident, la Sicile est conquise au début du VIe siècle par les Ostrogoths du roi Théodoric le Grand, qui fait ériger les nouveaux remparts de Catane en réemployant les pierres de l'amphithéâtre. La ville repasse aux Romains (Byzantins) en 535 avant de tomber sous domination islamique au début du IXe siècle. La période de l'émirat de Sicile fut une ère de décadence pour la ville de Catane ainsi que tout l'orient sicilien de culture gréco-byzantine, négligé au profit de la partie occidentale de l'île où le pouvoir est transféré à Palerme pour la première fois.

En 1071, Catane est reconquise par les Normands qui font ériger le duomo (cathédrale) entre les XIe et XIIe siècles. Roger de Hauteville y bâtit une structure civile et ecclésiastique entièrement novatrice en confiant la poursuite de l'évangélisation des populations musulmanes et de la réorganisation civile aux moines bénédictins, qui reçoivent l'autorisation de fonder une abbaye dédiée à sainte Agathe ; cette décision reçoit l'approbation d'Urbain II par une bulle pontificale du 9 mars 1092. Ainsi, dès 1072, la ville est dirigée par ses évêques qui disposent également du titre de comtes de Catane. En 1081, une furieuse bataille s'engage dans les environs et 160 cavaliers normands, conduits par Jourdain de Hauteville, Robert de Sourdeval et Elia Cartomi, parviennent à vaincre une armée de plusieurs milliers de fantassins et cavaliers musulmans (chiffre sans doute exagéré par les sources). Le 4 février 1169, Catane subit un séisme engendrant un grand nombre de destructions et de victimes.

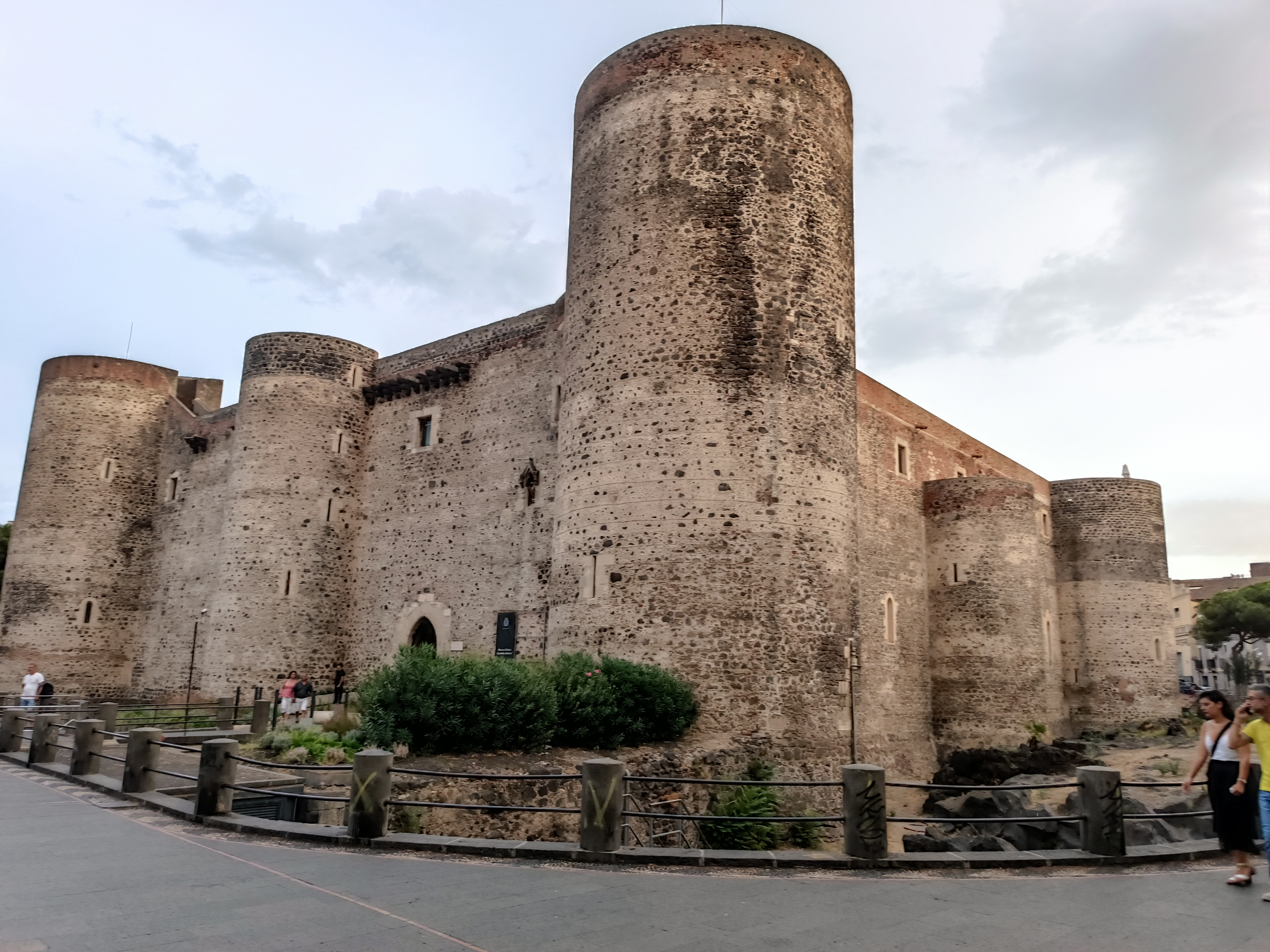
Castello Ursino, construit sous Frédéric II de Hohenstaufen.

Catane est mise à sac par des soldats souabes lors de la conquête de l'île par l'empereur Henri VI, entre 1194 et 1197. En 1232, la ville, encore profondément meurtrie par les calamités, se révolte contre le fils et successeur d'Henri VI, l'empereur Frédéric II, qui parvient  à apaiser les tensions en élevant Catane au rang de ville royale, mettant un terme aux prérogatives de ses évêques. À ce titre, il élève un château d'où il émet édits et lois lors de ses visites locales.

Abusée par la dynastie angevine, la population de Catane prend part à la révolte des Vêpres siciliennes qui offre l'île à Pierre III d'Aragon (dont l'épouse, Constance, était la fille du roi Manfred). La ville demeure un port stratégique en tant que position aragonaise. Au cours d'une nouvelle révolte civile en 1299, elle est capturée par une armée angevine, qui occupe la ville jusqu'à son évacuation définitive de la Sicile en 1302. Le royaume échoit à une branche cadette de la couronne d'Aragon.

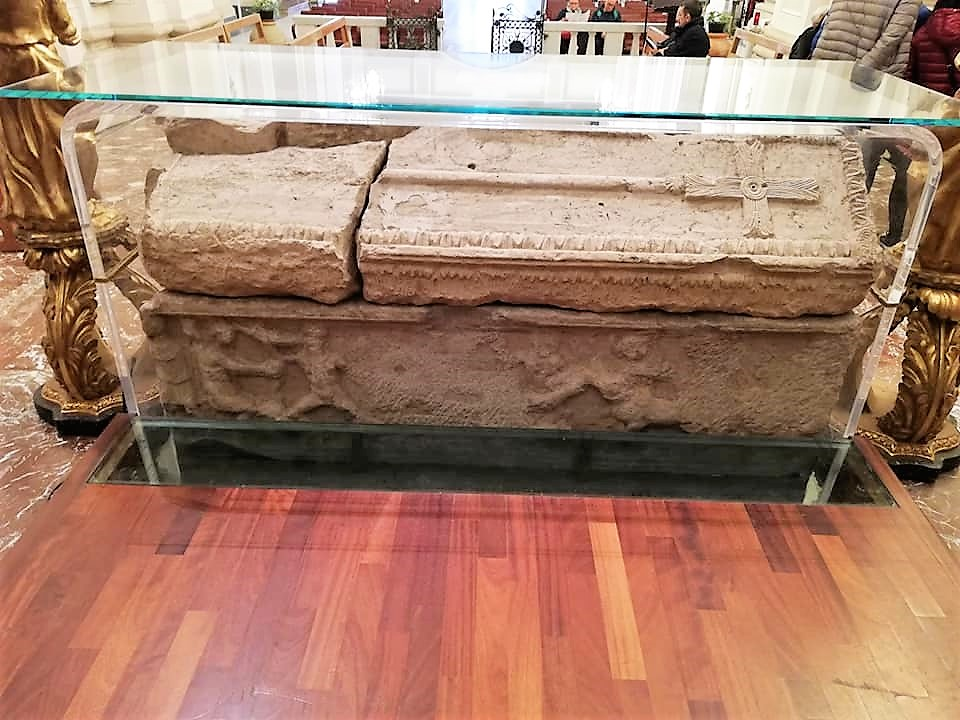
Sarcophage de sainte Agathe de Catane.

Au XIVe siècle, la ville est choisie par Martin Ier comme siège du Parlement de Sicile et résidence royale. En 1347, le traité de paix mettant fin à la longue guerre dynastique entre Aragonais et Angevins est signé à Catane. Cependant, elle perd son rôle capital au début du siècle suivant lorsque la Sicile intègre directement la couronne d'Aragon, tout en conservant son autonomie et ses privilèges d'origine en 1409. En 1376, les reliques de sainte Agathe sont déposées dans la cathédrale de Catane. Elle subit une épidémie de peste en 1423.
En 1434, le roi Alphonse V fonde à Catane le Siciliae Studium Generale, la plus ancienne université de l'île.

### Époque moderne

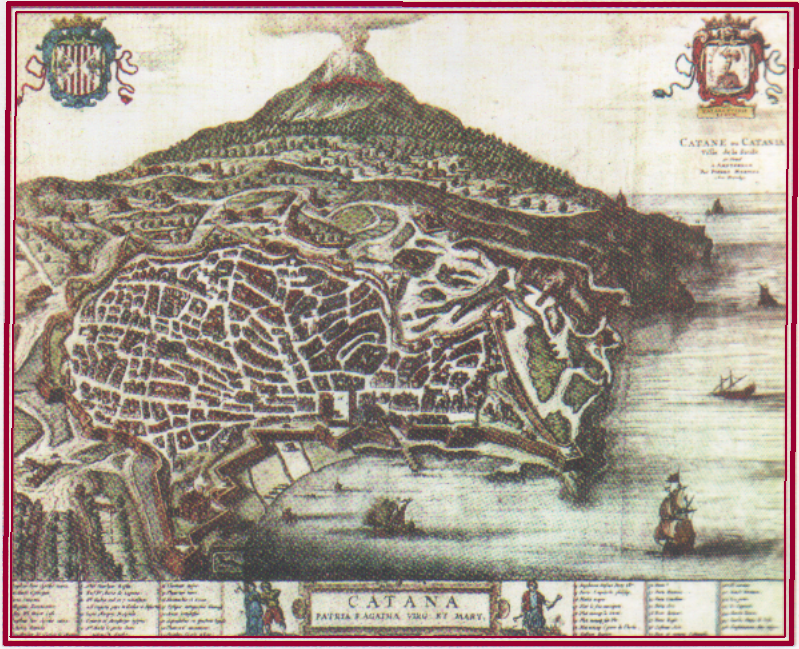
Plan de Catane en 1575.

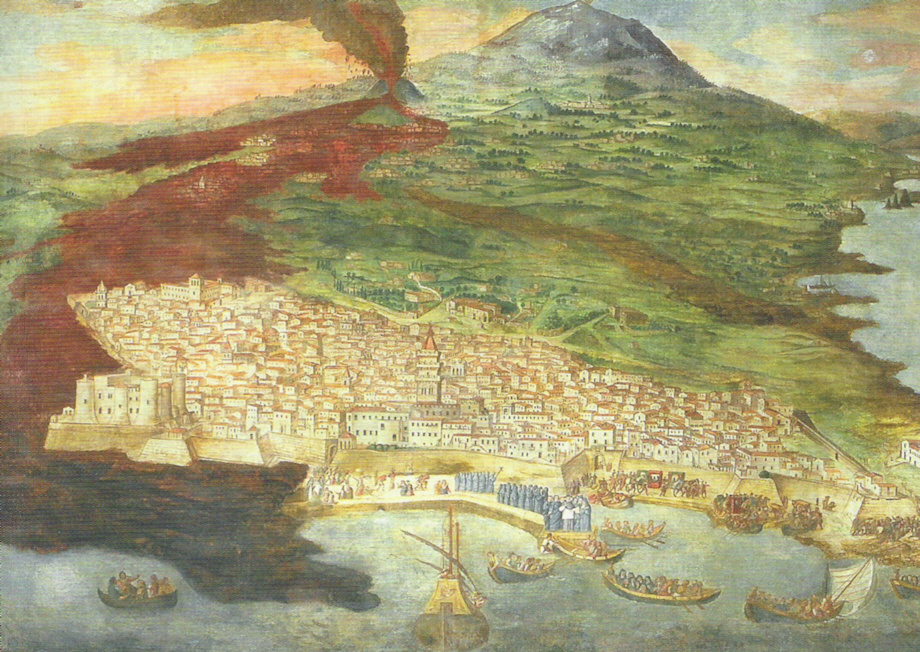
Éruption de l'Etna en 1669 (Giacinto Platania).

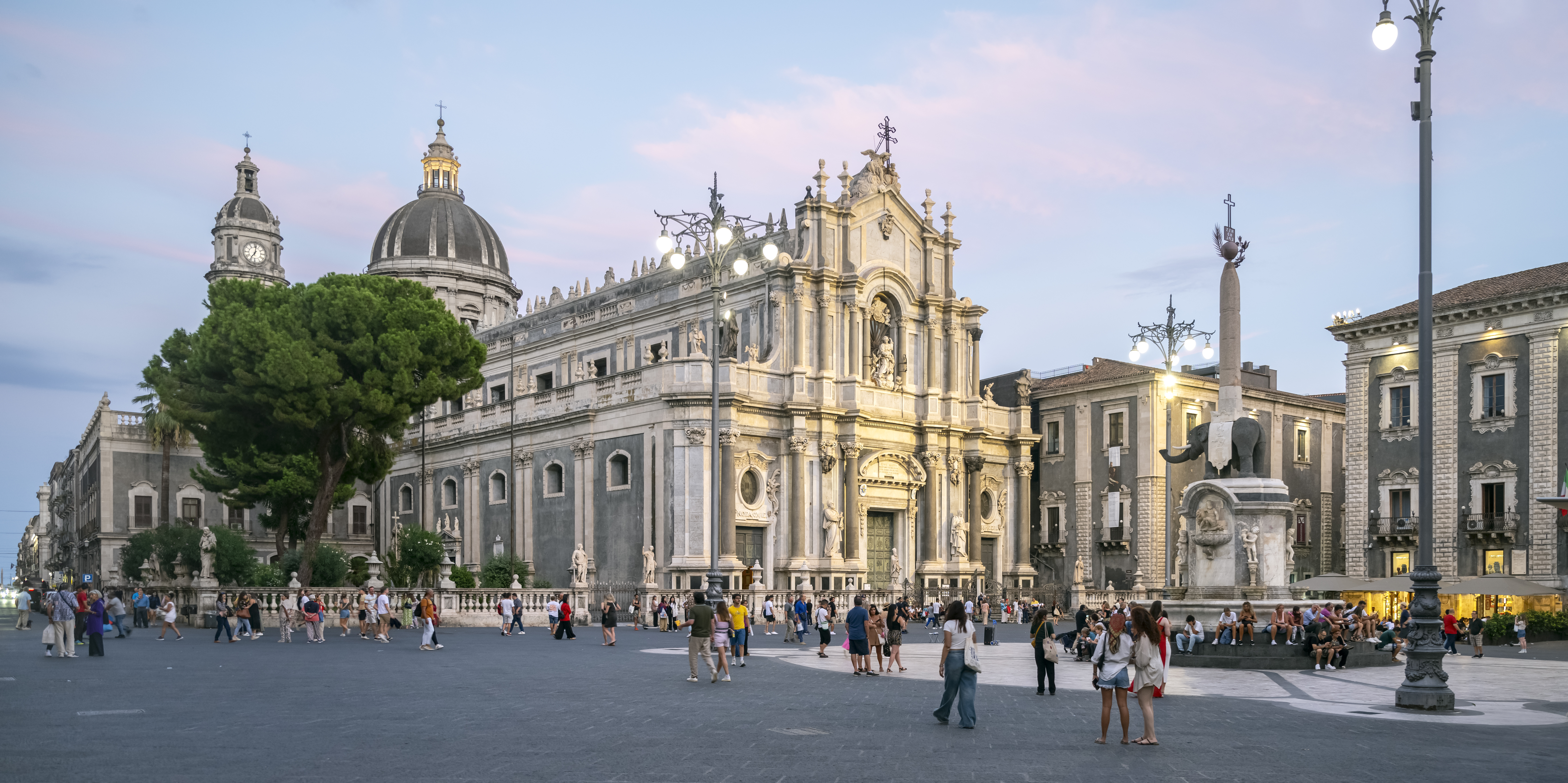
La vaste piazza del Duomo, avec la cathédrale et la fontaine de l'Éléphant, ensemble monumental apparu lors de la reconstruction post-sismique de la ville.

Avec l'unification des couronnes de Castille et d'Aragon au début du XVIe siècle, la Sicile et Catane sont intégrées à l'Empire espagnol, ce qui ne s'est pas fait pas sans susciter des révoltes locales, notamment en 1516 et en 1647. Aux pieds de l'Etna, Catane a souvent été touchée par des coulées de lave dont une qui rejoignit la mer en 1669, et fut presque entièrement détruite en 1693 par un tremblement de terre de degré 11 sur l'échelle de Mercalli. Ce dernier, qui toucha l'ensemble du Val di Noto, fut particulièrement ravageur puisqu'il dévasta 60 villes et villages, provoquant la mort de 93 000 personnes dont 16 000 à Catane, soit les deux tiers de sa population, où ne restèrent intacts que très peu d'ouvrages au nombre desquels le castello Ursino, quelques portions des murs antiques et l'amphithéâtre romain. La reconstruction fut lancée rapidement par la couronne espagnole sous la direction du vicaire général Giuseppe Lanza avec l'aide des architectes, artisans maçons et sculpteurs de Messine, alors très imprégnés du style baroque tardif. Le style baroque initial fut cependant atténué par l'apport néo-classique de Giovanni Battista Vaccarini (1702-1768) et de son frère Giacomo Amato. Les architectes refusèrent de reconstituer à l'identique l'ancienne ville trimillénaire avec ses ruelles tortueuses et étroites, responsables du grand nombre de victimes, et choisirent un plan moderne et antisismique : une maille urbaine orthogonale abritant des bâtiments de deux étages seulement, parsemée de grandes places devant permettre aux habitants de se réfugier en cas de tremblement de terre, et sillonnée de grands axes routiers autorisant des évacuations rapides. Les voies principales furent conçues avec pour largeur 16 mètres, les voies centrales 12 mètres, les voies secondaires 8 mètres. L'éléphant, symbole de la ville, fut récupéré parmi les décombres du palazzo della Loggia.
La reconstruction qui s'ensuivit a vu la naissance ou la renaissance des monuments suivants :
- 1693-1735 : construction de la chiesa di San Nicolo (transept de 105 mètres de longueur) ;
- 1734-1758 : construction de la cathédrale Sant'Agata (duomo) ;
- 1735-1765 : construction de la badia di Sant'Agata (intérieur rococo) ;
- 1738-1760 : chiesa di San Giuliano ;
- 1768 : érection d'un arc de triomphe pour célébrer le mariage de Ferdinand III de Sicile.

### Époque contemporaine

#### Révolutions, guerres et reconstruction

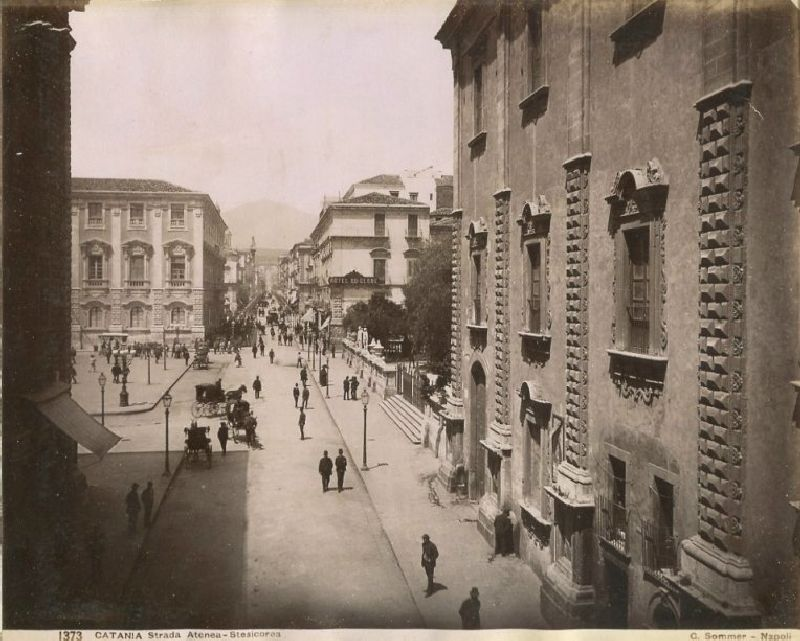
Via Etnea au début du XXe siècle.

Au début du XIXe siècle, Catane est à l'avant-garde du mouvement indépendantiste sicilien. En 1860, l'expédition des Mille menée par Giuseppe Garibaldi permet de conquérir la Sicile, arrachée au royaume des Deux-Siciles. Dès l'année suivante, Catane est intégrée au royaume d'Italie nouvellement unifié. Face aux avancées de la gauche (souvent autonomiste) en Sicile, Crispi dissout en 1889 le conseil municipal présidé par le socialiste Giuseppe De Felice.
La première moitié du XXe siècle est marquée par un cycle de destructions et de reconstructions répétées pour Catane. Entre 1923 et 1928, la ville subit deux éruptions majeures de l'Etna. L'éruption de 1923, qui s'est étendue du 6 au 29 juin, a causé d'importants dégâts. Celle de 1928 fut encore plus dévastatrice, dont la coulée de lave a détruit un village environnant.
Pendant la Seconde Guerre mondiale, Catane fut gravement endommagée par les bombardements alliés en raison de son port stratégique, de sa gare de triage, et de la présence de deux bases aériennes au service de l'Axe (Gerbini et Fontanarossa). La ville subit 87 raids aériens, principalement au printemps et à l'été 1943, c'est-à-dire avant et pendant l'invasion alliée de la Sicile. Ces attaques ont détruit un total de 28 églises et la majorité des palais historiques de la ville, tué 750 habitants et forcé une grande partie de la population citadine à fuir vers la campagne,,. Après de violents combats à travers l'est de la Sicile, Catane est capturée par la 8e armée britannique le 5 août 1943.

#### Après-guerre et République italienne
Après la guerre et la proclamation de la République italienne en 1946, Catane tenta de rattraper son retard économique et social par rapport aux régions du nord de l'Italie. La ville fut confrontée aux problèmes caractéristiques du Mezzogiorno : retard industriel et infrastructurel considérable et forte présence de la mafia.
Malgré ces défis, la ville a connu une période de développement économique, social et culturel soutenu des années 1960 aux années 1990. Toutefois, au début du XXIe siècle, la ville a dû faire face à une stagnation économique et sociale aggravée par la crise financière en 2008. Elle n'en demeure pas point le principal centre économique de la Sicile orientale.

## Politique et administration

### Subdivisions

#### Commune

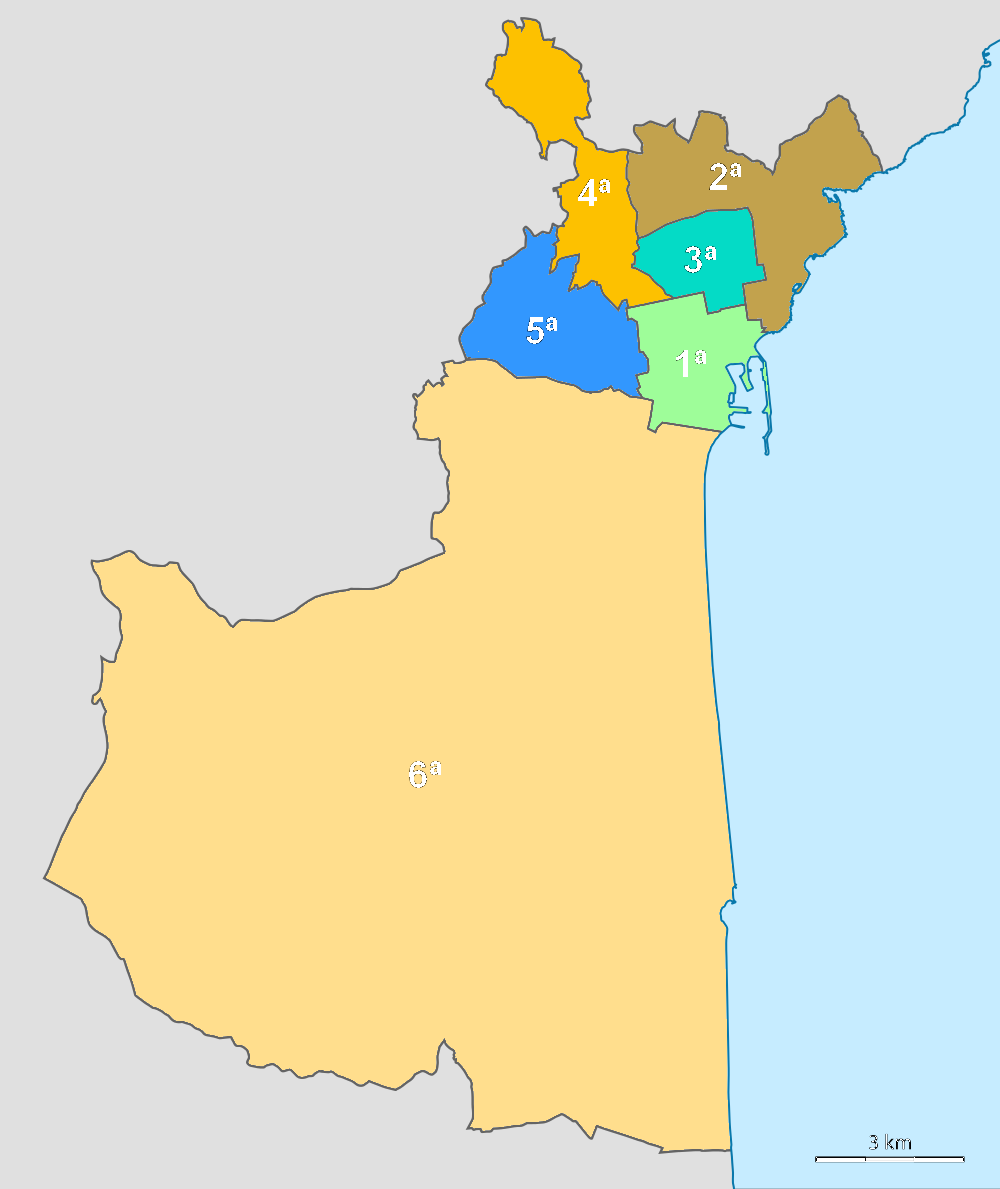
Les six circoscrizioni de Catane.

La ville de Catane proprement dite (comune di Catania) est divisée en six arrondissements administratifs appelés circoscrizioni :
I. Centro storico - II. Picanello-Ognina / Barriera-Canalicchio - III. Borgo-Sanzio - IV. San Giovanni Galermo-Trappeto-Cibali - V. Monte Po-Nesima / San Leone-Rapisardi - VI. San Giorgio-Librino / San Giuseppe la Rena-Zia Lisa-Villaggio Sant'Agata

#### Aire urbaine
Outre la ville de Catane (311 584 habitants), les 26 communes avoisinantes composant son aire urbaine forment une agglomération de 498 650 habitants,. Cet ensemble urbain partage un même tissu économique et social avec pour cœur organique le centre-ville de Catane.

#### Ville métropolitaine

Position de la commune de Catane au sein de la ville métropolitaine.

La ville métropolitaine de Catane, instituée en 2015 à la place de l'ancienne province homonyme, comprend 57 comuni outre Catane elle-même et rassemble 1 107 702 habitants.

### Liste des maires
| Période                                  | Période          | Identité            | Étiquette   | Qualité                    |
| ---------------------------------------- | ---------------- | ------------------- | ----------- | -------------------------- |
| 24 janvier 2022                          | 9 septembre 2022 | Roberto Bonaccorsi  | Indépendant |                            |
| 9 septembre 2022                         | 30 janvier 2023  | Federico Portoghese |             | Commissaire extraordinaire |
| 30 janvier 2023                          | 5 juin 2023      | Piero Mattei        |             | Commissaire extraordinaire |
| 5 juin 2023                              | En cours         | Enrico Trantino     | FI          |                            |
| Les données manquantes sont à compléter. |                  |                     |             |                            |

### Jumelages
La ville de Catane est jumelée avec :
- Grenoble (France) depuis 1961 ;
- Phoenix (États-Unis) depuis 2001[66] ;
- Borgo Maggiore (Saint-Marin) depuis 2015 ;
- Kaliningrad (Russie) depuis 2017[67].

### Communes limitrophes
Aci Castello, Belpasso, Carlentini (SR), Gravina di Catania, Lentini (SR), Mascalucia, Misterbianco, Motta Sant'Anastasia, San Gregorio di Catania, San Pietro Clarenza, Sant'Agata li Battiati, Tremestieri Etneo.

## Population et société

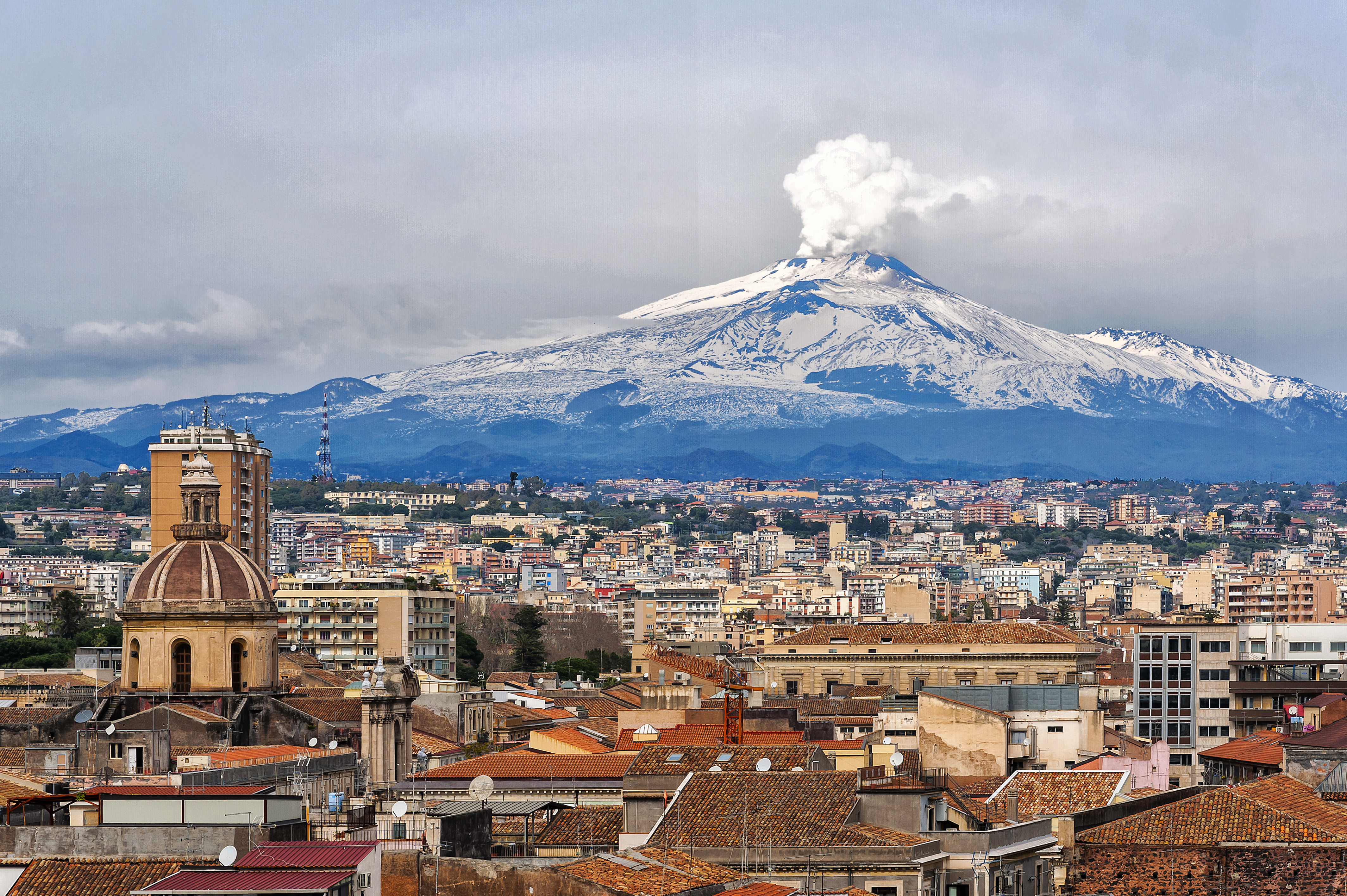
Vue de Catane avec l'Etna en arrière-plan.

En janvier 2015, la population de Catane comptait 315 601 habitants, dont 47,2 % d'hommes et 52,8 % de femmes. Les mineurs (moins de 18 ans) représentaient 20,5 % de la population, contre 18,9 % pour les retraités. La moyenne italienne est de 18,1 % et 19,9 % respectivement.
L'âge moyen des habitants de Catane est de 41 ans, contre une moyenne nationale italienne de 42 ans. Entre 2002 et 2007, la population catanaise a diminué de 3,3 %, tandis que celle de l'Italie dans son ensemble a augmenté de 3,8 %. Cette décroissance démographique dans la commune de Catane s'explique principalement par le départ d'une grande partie de la population du centre-ville vers des zones résidentielles situées dans les communes de l'aire métropolitaine. Ainsi, bien que la population de la commune de Catane diminue, celle des communes périphériques augmente, entraînant une augmentation globale de la population locale.
Le taux de natalité actuel à Catane est de 10,07 naissances pour 1 000 habitants, comparé à une moyenne nationale de 9,45 naissances.

### Évolution démographique
Habitants recensés

### Immigration
En 2006, 98 % de la population était italienne. Les plus grands groupes d'immigrants à Catane proviennent d'Afrique subsaharienne (0,7 %), d'Asie du Sud (0,5 %) et d'autres pays européens, en particulier d'Ukraine et de Pologne (0,3 %).

### Sports

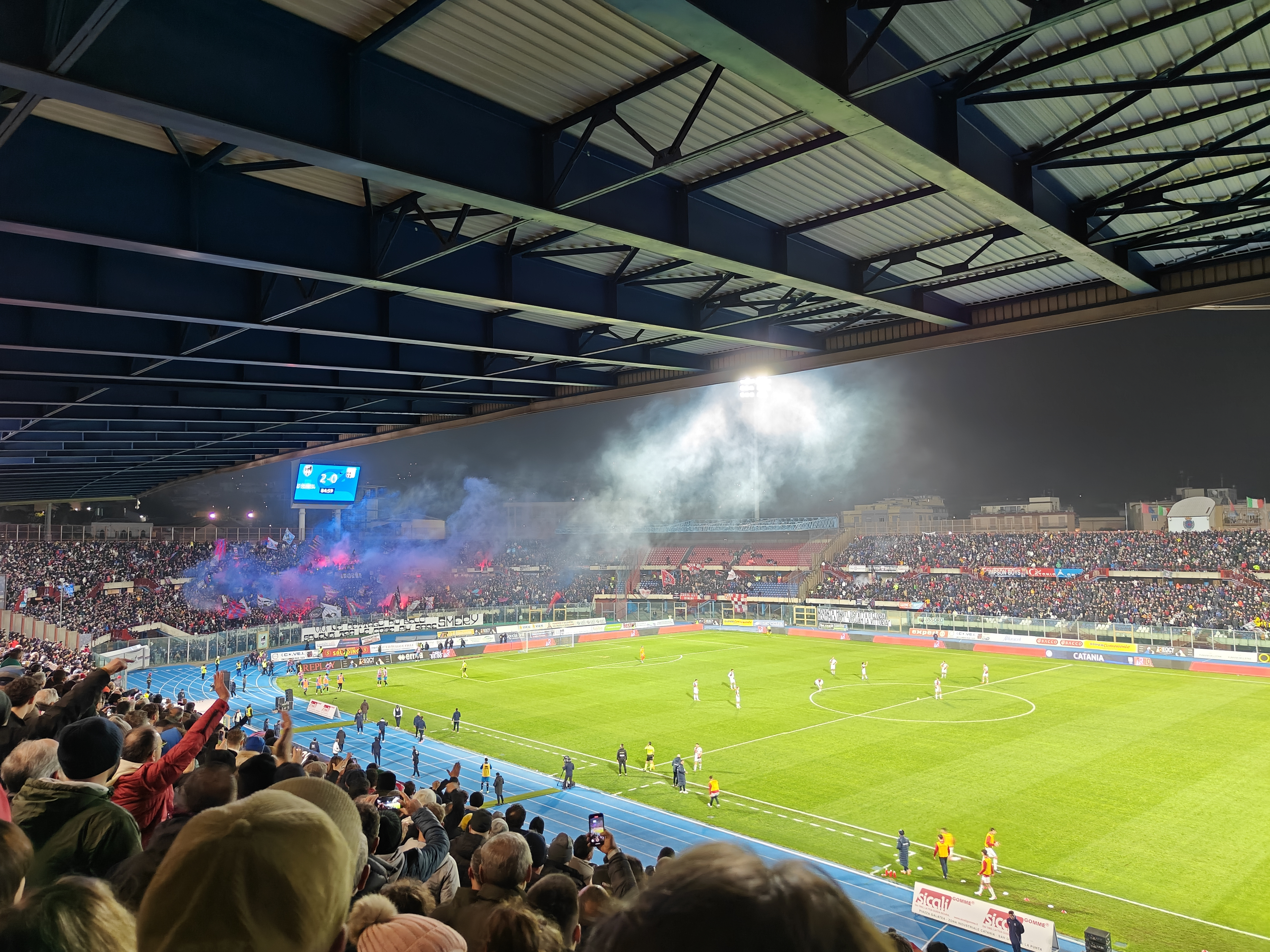
Stade Angelo-Massimino.

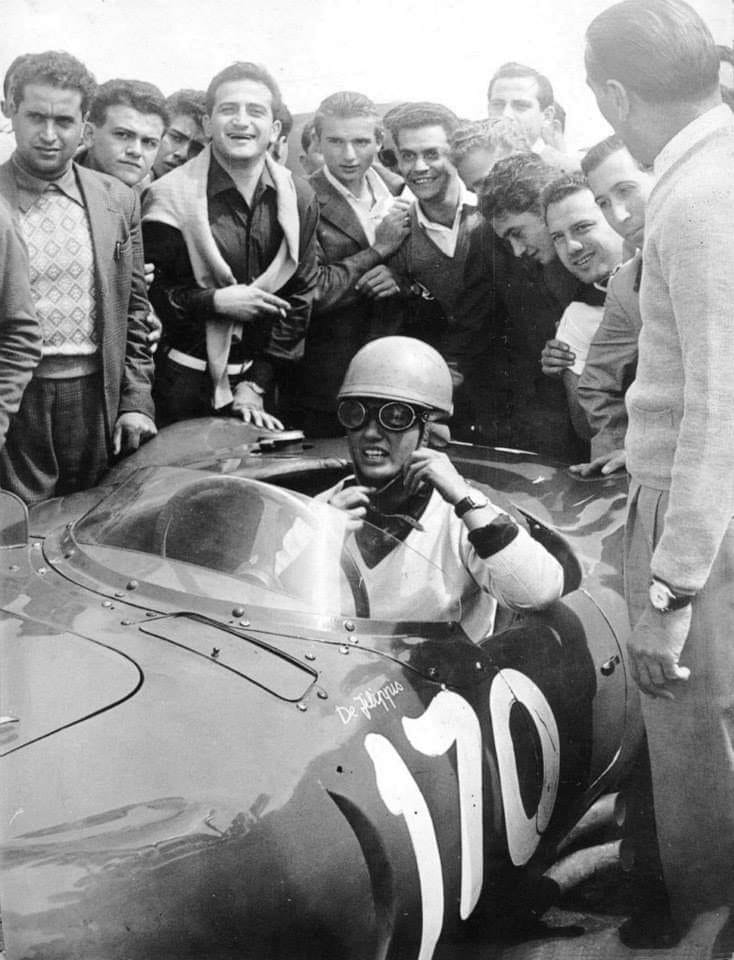
Victoire de Maria Teresa De Filippis au Catania-Etna en 1955.

Catane abrite de nombreux clubs couvrant une large gamme de disciplines sportives. Le club le plus célèbre de la ville est le Catania FC, l'équipe de football suivie par environ un demi-million de supporters. L'autre grand club local est l'Orizzonte Catania, le principal club de water-polo féminin en Italie, avec 24 titres de champion national (dont 15 consécutifs entre 1992 et 2006), ainsi que 8 titres en Coupe des champions européens.
Elle est la ville la plus couronnée de succès dans les sports collectifs de tout le sud de l'Italie avec 77 sacres nationaux (en août 2024), se positionnant ainsi devant Naples et Bari. En ce qui concerne les sports individuels, 56 athlètes de Catane ont remporté des titres mondiaux, 54 des titres européens, et 139 des titres nationaux. Aux Jeux olympiques, les athlètes italiens originaires de Catane ont décroché un total de 7 médailles d'or, 8 médailles d'argent et 4 médailles de bronze.

#### Événements sportifs
La ville organise la compétition automobile Catania-Etna, organisée par l'Automobile Club d'Italia. Cette compétition remonte à 1923 et se tient régulièrement depuis 1947. Suspendue en 2010 en raison d'un grave accident, elle a fait son retour lors de la 46e édition fin juin 2021.
De 1960 à 2011, Catane a accueilli l'événement international du Trofeo Sant'Agata, une course sur route qui se déroulait dans les rues du centre-ville chaque année le 3 février, jour du début de la fête de sainte Agathe.
La ville a également été l'hôte de plusieurs événements sportifs internationaux :
- Qualifications pour la Coupe du monde de rugby à sept 1993 ;
- Championnats du monde de cyclisme sur route 1994 (avec Palerme et Agrigente) ;
- Universiade d'été de 1997 (avec Palerme et Messine) ;
- Championnats du monde d'escrime 2011 (l'Italie a dominé la compétition avec 11 médailles, dont une remportée par l'escrimeur catanais Paolo Pizzo).

### Santé
- Hôpital Cannizzaro ;
- Polyclinique universitaire « Vittorio-Emanuele II » ;
- Hôpital Garibaldi.

### Enseignement

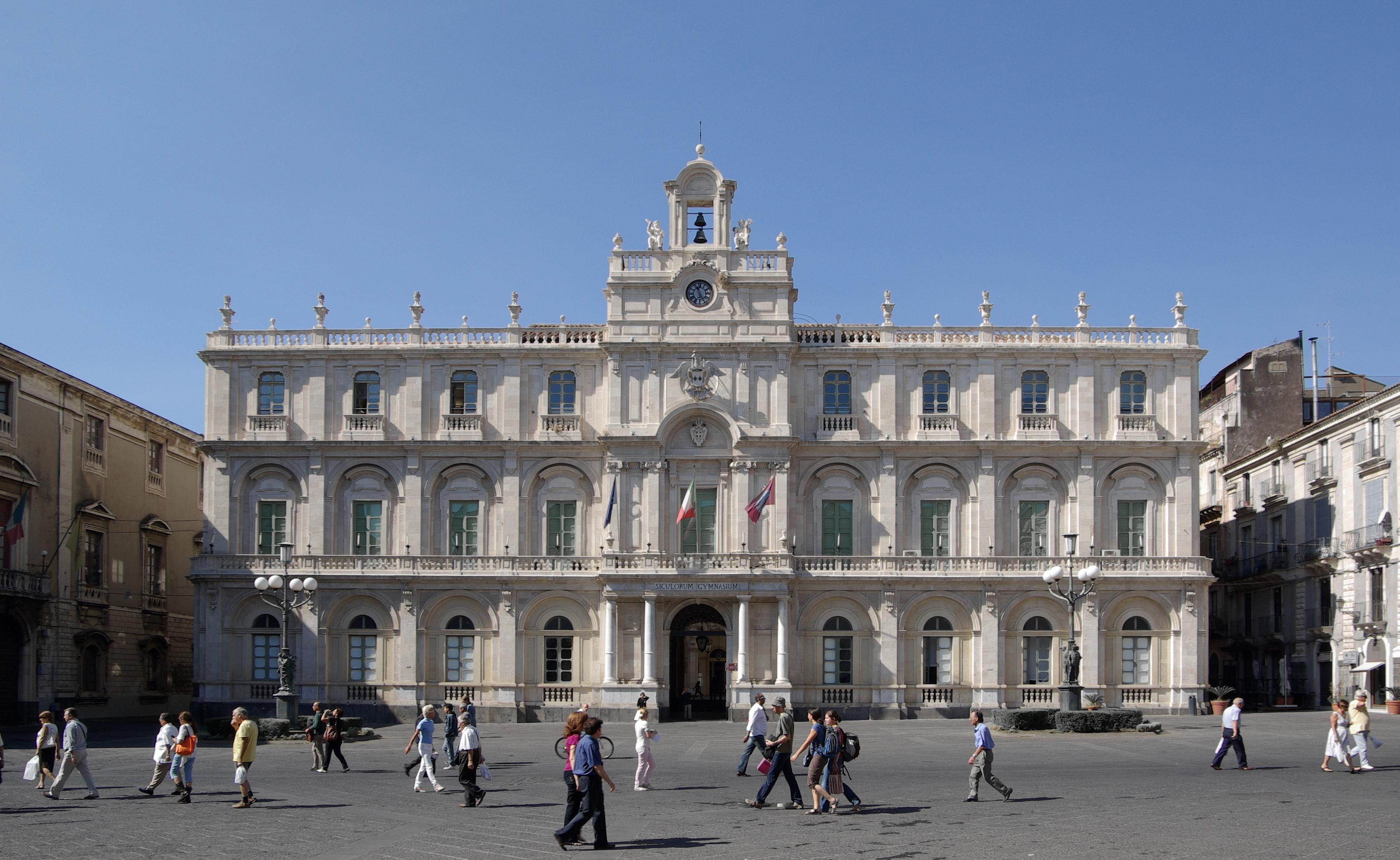
Palazzo dell'Università, campus du centre-ville de Catane.

Fondée en 1434 sous les noms de Siculorum Gymnasium et Siciliae Studium Generale, l'université de Catane est la plus ancienne université de Sicile. Elle compte 12 facultés et accueille plus de 62 000 étudiants,.
Elle abrite également la Scuola superiore di Catania (École supérieure de Catane), qui vise à l'excellence en matière d'éducation et propose des programmes destinés aux enseignants.
La ville est également le siège du prestigieux Istituto musicale Vincenzo-Bellini, un institut supérieur d'études musicales (conservatoire), ainsi que de l'Accademia di Belle-Arti, un institut supérieur d'études artistiques.

### Cultes

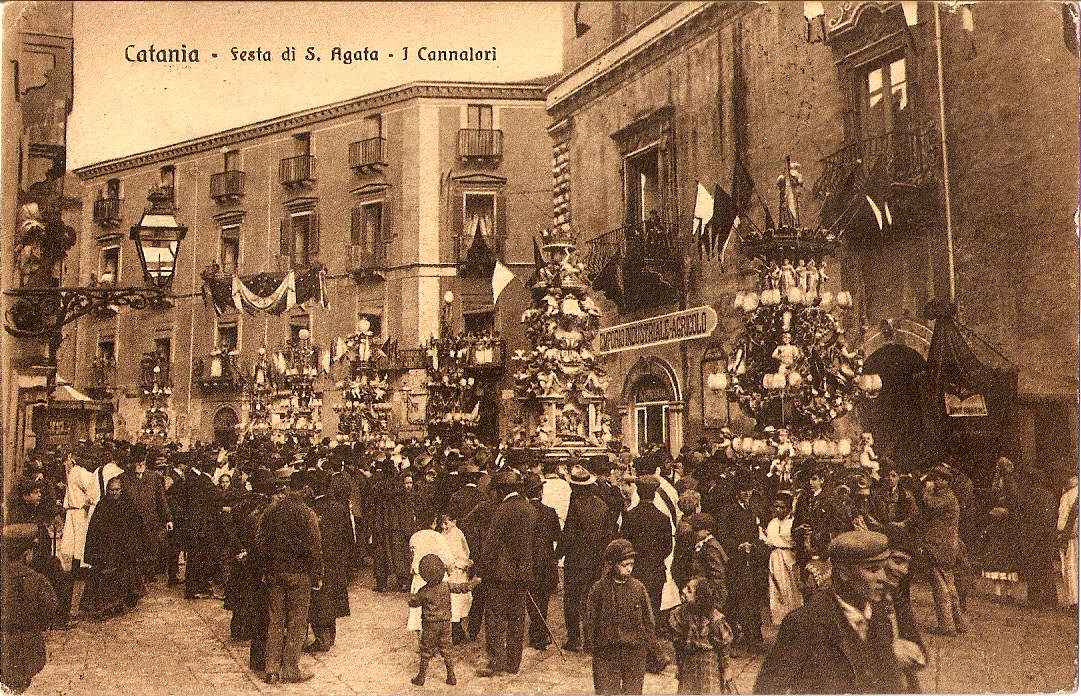
Festa di Sant'Agata en 1915.

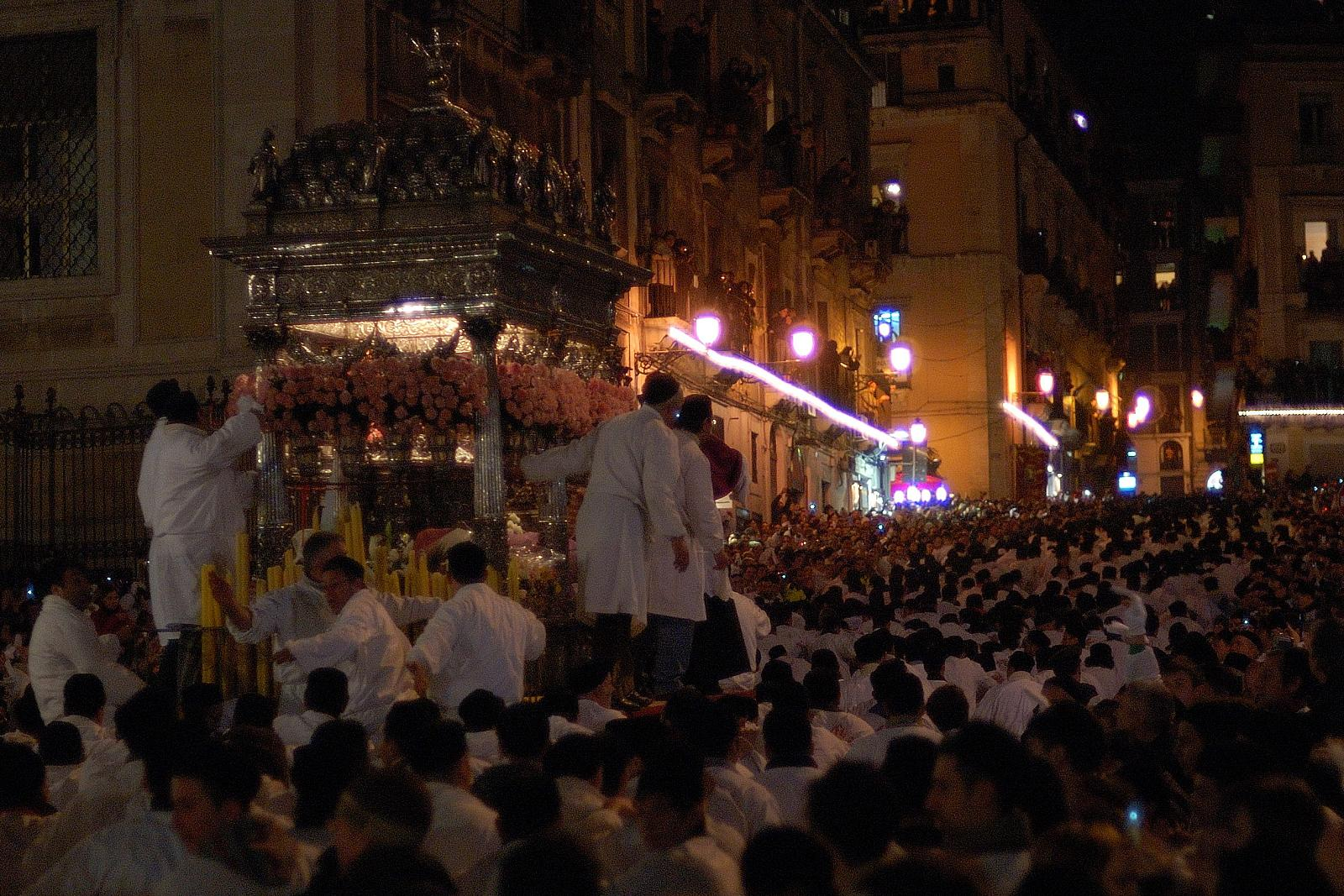
La fête de sant'Agata est l'une des plus importantes de Sicile.

Le saint patron de Catane est sainte Agathe (sant'Agata), célébrée à l'occasion d'une fête rendue en son honneur tous les 5 février.

#### Festivités
- Les fêtes de sant'Agata : 3-4-5 février, à l'occasion annuelle de son martyre / 17 août, récurrence de la translation de ses reliques de Constantinople et de leur restitution au sol natal ;
- 16 juillet : la fête de Notre-Dame du Carmel.

## Économie
Catane fut surnommée la « Milan du Sud » dans les années 1960 en raison de son dynamisme économique. 
En 2000, selon le recensement, Catane était la 14e ville la plus riche d'Italie, avec un PIB urbain de 6,304 milliards d'euros, soit 0,54 % du PIB italien. Le PIB par habitant s'élevait quant à lui à 20 100 €.
Le port de Catane est relié au hub logistique route-rail de Bologne. En septembre 2020, Mercitalia Logistics a inauguré la première liaison ferroviaire directe entre Catane et le Nord de l'Italie, en remplacement d'une ancienne ligne mixte maritime-ferroviaire.

### Industries et commerce

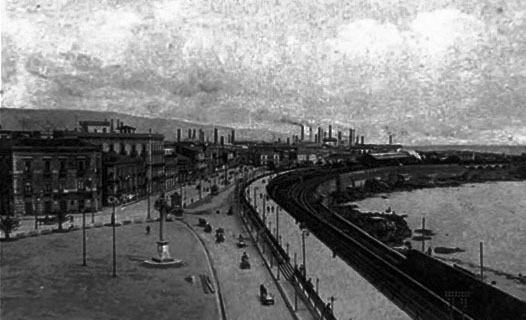
Catane, piazza dei Martiri - vue des cheminées industrielles en arrière-plan.

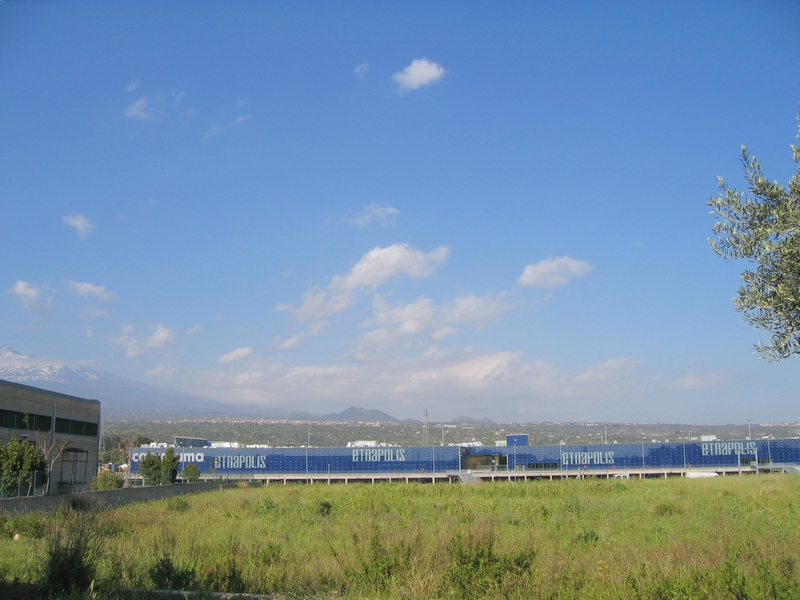
Centre commercial Etnapolis.

Catane est un important centre industriel à l'échelle sicilienne. La ville est renommée pour son industrie pétrochimique et l'extraction du soufre.
À la fin du XIXe siècle, Catane s'est fortement industrialisée. Cependant, l'économie locale a été gravement affectée par les répercussions de la Première Guerre mondiale, qui entraînent une crise économique dans les années 1920 et, dès la décennie suivante, la fonction économique de Catane était réduite à un petit port de pêche avec des industries abandonnées. Après les nouvelles destructions engendrées par la Seconde Guerre mondiale, l'économie catanaise a connu un nouvel essor à partir des années 1950, si rapide qu'elle fut surnommée la Milano del Sud (« Milan du Sud »). Cette croissance économique s'est doublée d'un essor démographique grâce à l'exode rural en provenance des campagnes ou des petites villes siciliennes comme Enna, Raguse et Caltanissetta.
De nos jours, malgré les défis structurels auxquels elle fait face, Catane possède l'une des économies les plus dynamiques du Mezzogiorno. Elle conserve un secteur industriel et agricole solide, ainsi qu'un secteur touristique en plein essor, attirant des visiteurs internationaux venus découvrir ses monuments historiques et l'Etna. La ville abrite les sièges ou bureaux d'entreprises telles que STMicroelectronics, ainsi que plusieurs autres sociétés chimiques et pharmaceutiques. Des projets récents visent à stimuler encore davantage l'économie locale, tels que la construction d'Etnapolis, un grand centre commercial conçu par Massimiliano Fuksas et inauguré en 2005, ou encore Etna Valley, technopôle regroupant des bureaux de haute technologie.

### Tourisme
Le tourisme, en particulier, est en plein développement à Catane. Les autorités et entreprises privées ont massivement investi dans le secteur de l'hôtellerie pour rendre la ville plus compétitive sur ce plan. Etnaland, un grand parc d'attractions aquatique situé à Belpasso, à 12 km du centre-ville, est le plus grand de son genre dans le sud de l'Italie et attire des milliers de visiteurs de tout le pays. Selon Tripadvisor (2018), c'est le troisième plus grand parc aquatique d'Europe.

## Culture et patrimoine
- Architecture religieuse

'"`UNIQ--templatestyles-00000017-QINU`"'  - 1Cathédrale Sant'Agata
  - 2Église Sainte-Agathe-la-Vétuste
  - 3Église Saint-François-d'Assise à l'Immaculée
  - 4Basilique Collégiale de Sainte Marie de l'Aumône
  - 5Basilique Saint-Benoît de Catane
  - 6Monastère de Saint Nicolas l'Arène
  - 7Église delle Badìa di Sant'Agata
- Architecture civile

'"`UNIQ--templatestyles-00000017-QINU`"'  - 1Palais des Éléphants
  - 2Fontaine de l'éléphant
  - 3Château d'Ursino
  - 4Théâtre romain (it)
  - 5Palais du Séminaire des Clercs
  - 6Teatro Massimo Vincenzo Bellini
  - 7Amphithéâtre de Catane
- Espace public

'"`UNIQ--templatestyles-00000017-QINU`"'  - 1Piazza del Duomo
  - 2Porta Garibaldi
  - 3Jardin botanique de Catane (it)
  - 4Gare de Catane (it)
  - 5Port de Catane (it)
  - 6Aéroport de Catane-Fontanarossa

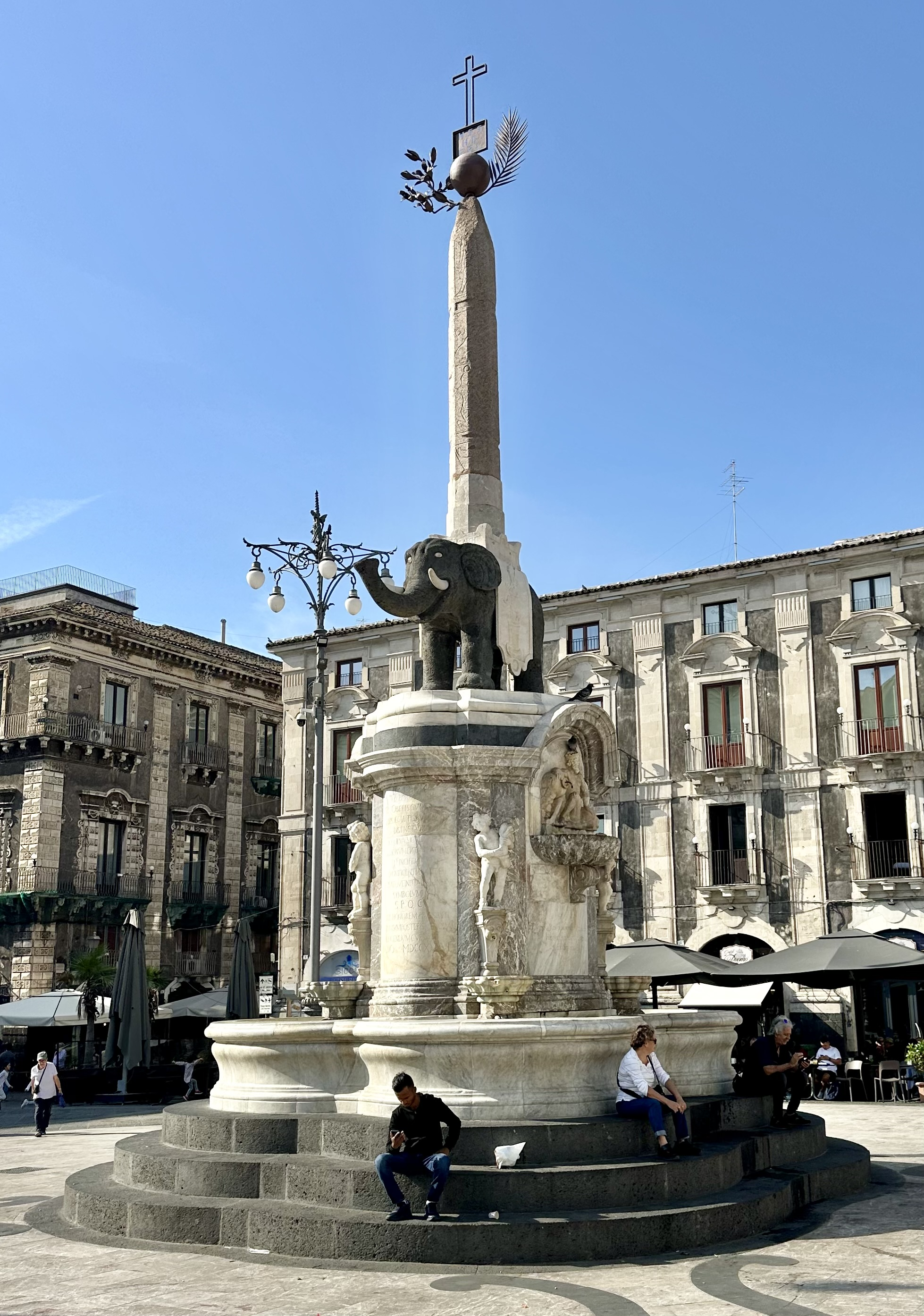
Fontaine de l'Éléphant.

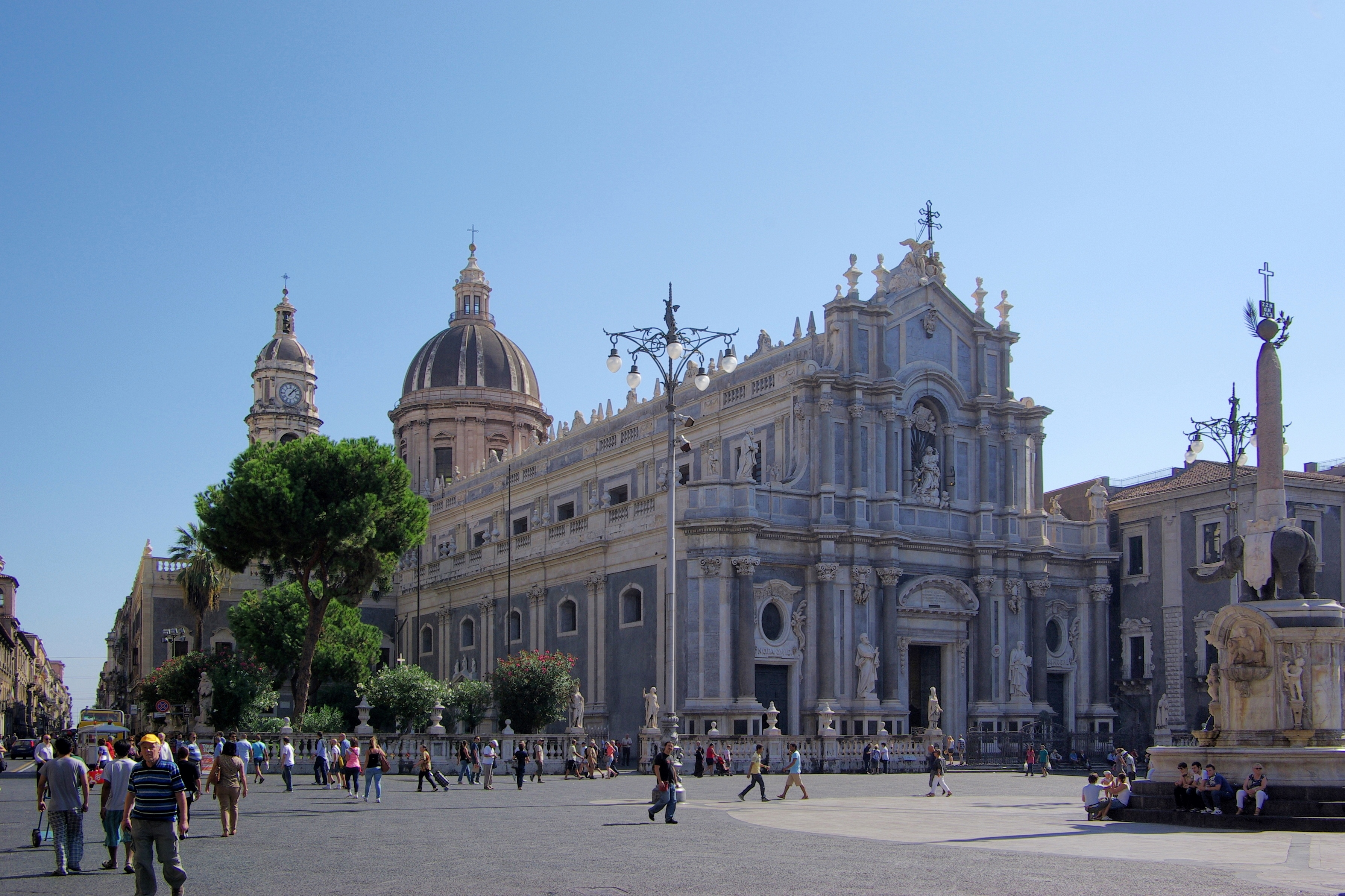
Piazza del Duomo dominée par la façade de la cathédrale conçue par Giovanni Battista Vaccarini (1736), pur exemple de baroque sicilien.

Le symbole de la ville de Catane est u Liotru, ou la fontaine de l'Éléphant (fontana dell'Elefante), assemblée en 1736 par Giovanni Battista Vaccarini sur la piazza del Duomo. Elle représente un éléphant en pierre de lave surmonté d'un obélisque égyptien provenant de Syène (3,61 mètres de haut, datation inconnue). D'après la légende, l'éléphant originalement conçu par Vaccarini était dépourvu d'attributs masculins, ce qui fut perçu comme une insulte à la virilité des hommes de Catane. Afin d'apaiser les tensions, Vaccarini aurait été contraint d'ajouter des testicules à la statue.
La stèle octogonale granitique de l'obélisque contient dans ses gravures latérales des hiéroglyphes relatifs aux cultes isiaques, particulièrement célébrés dans la Catane cosmopolite gréco-romaine. Aux temps romains, il fut employé comme l'une des deux metae de l'ancien cirque catanais où se déroulaient les démonstrations gymniques. On y fêtait les Agonalia.
Le régionalisme sicilien u Liotru est une déformation phonétique du nom d'Héliodore, membre de la noblesse byzantine de Catane qui, après avoir échoué à devenir évêque de la ville, serait devenu un sorcier avant d'être condamné au bûcher. La légende raconte qu'Héliodore lui-même aurait sculpté l'éléphant de lave et qu'il l'aurait monté pour fuir à toute vitesse jusqu'à Constantinople. Une autre version de la légende prétend qu'Héliodore pouvait se transformer en éléphant à sa guise.
La présence d'éléphants dans la tradition iconographique de Catane est probablement autant liée à la zooarchéologie qu'aux croyances populaires. En effet, la faune préhistorique de la Sicile à l'époque du Paléolithique supérieur comprenait des éléphants nains. Le paléontologue Othenio Abel a suggéré que la présence de ces éléphants nains pourrait être à l'origine de la légende des cyclopes. Les Grecs, en découvert des crânes d'éléphants nains – environ deux fois plus grands qu'un crâne humain et dotés d'une grande cavité nasale au centre (confondue avec un œil unique) – auraient supposé qu'il s'agissait de crânes de géants monoculaires.
Le muséum de minéralogie, paléontologie et volcanologie de Catane conserve le squelette complet et remarquablement bien préservé d'un Elephas falconeri. Les anciens peuples de l'Etna sculptaient ainsi des artefacts en pierre de lave pour idolâtrer ce proboscidien mythique.

### Architecture et monuments remarquables
Le centre baroque de Catane est inscrit sur la liste du patrimoine mondial de l'UNESCO.

#### Architecture civile

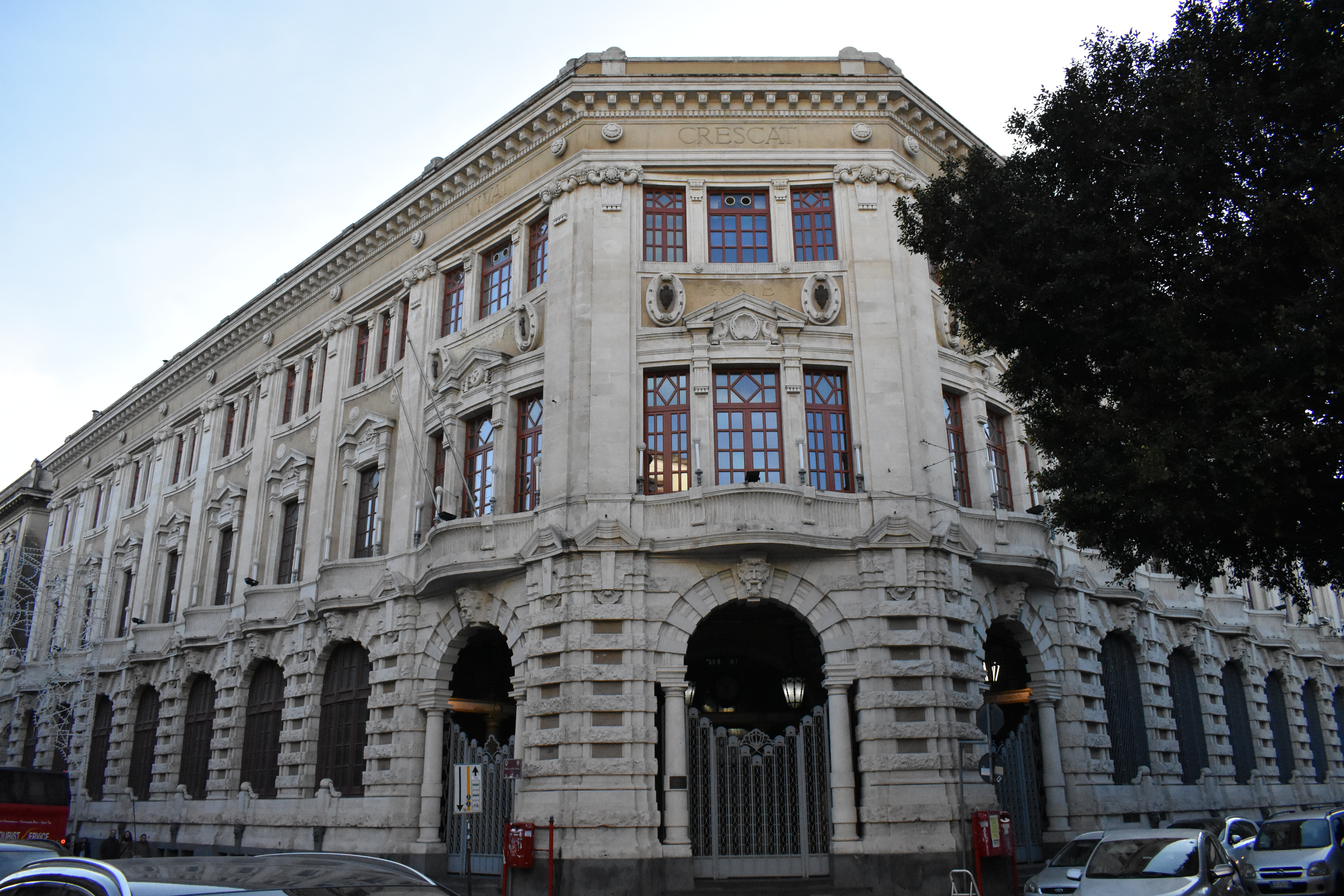
Palazzo delle Poste.

- Palazzo Rosa.Palazzo delle Poste.La piazza del Duomo, due à Giovanni Battista Vaccarini qui a reconstruit la façade de la cathédrale entre 1730 et 1736. L'urbaniste a fait bâtir le palais municipal ou « palais des Éléphants » en 1741. On y trouve aussi la fontaine de l'Éléphant. L'alternance des siècles engendrera les différentes dénominations qui ont toujours remarqué le rôle de pivot de la vie religieuse et institutionnel de cette place au sein de la cité. Elle fut la « grande place » de Catane sous l'Empire Romain (la Platea Magna), la « place majeure » médiévale (la piazza Maggiore) et enfin la « place de Sainte-Agathe » (chianu ri Sant'Àita) avant d'être définitivement symbolisée du neuf arrangement baroque de l'architecte palermitain ;

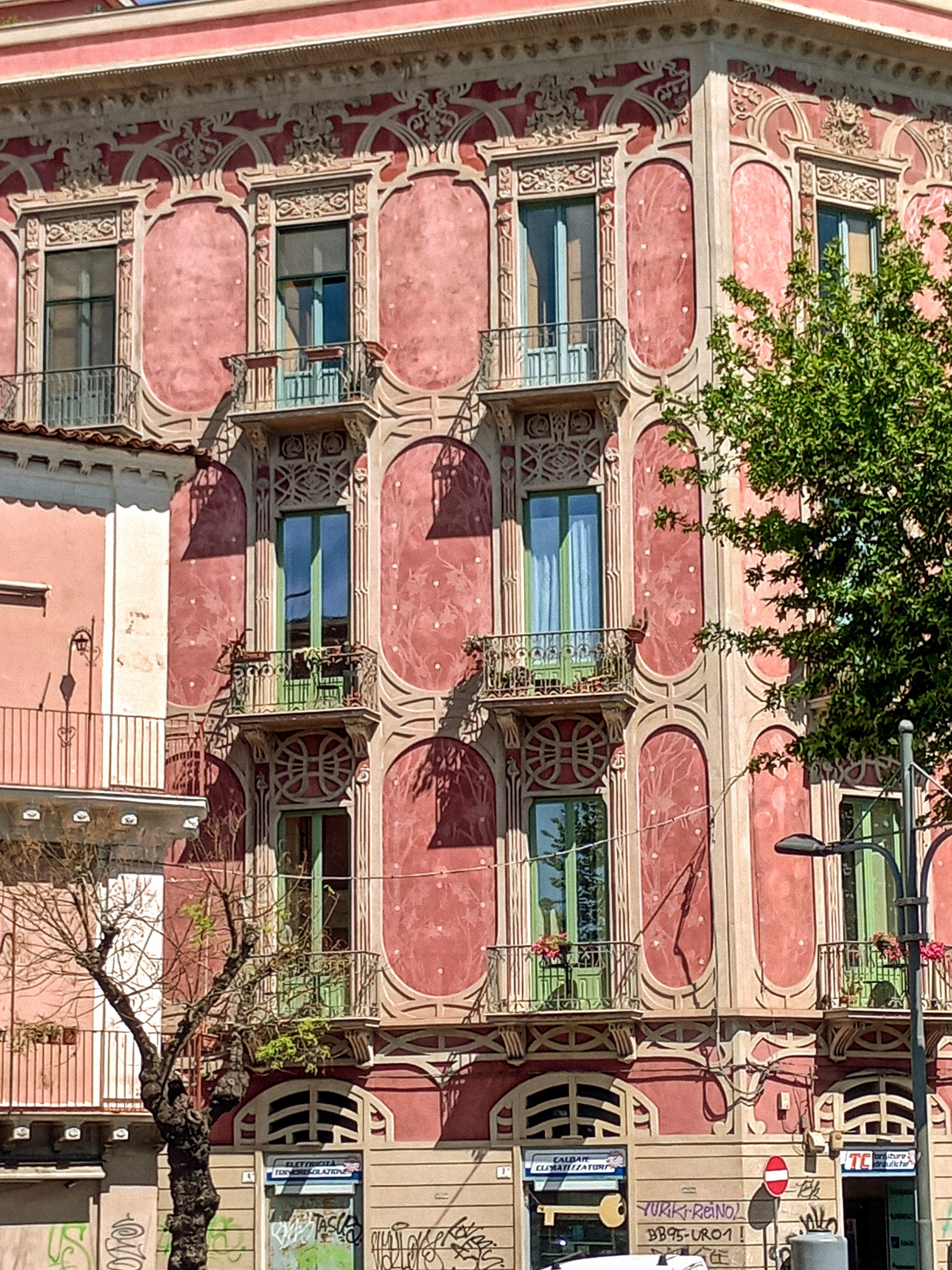
Palazzo Rosa.

- Le palazzo degli Elefanti (« palais des Éléphants »), conçu par Vaccarini, abrite l'hôtel de ville de Catane ;
- Le palazzo dell'Università (« palais de l'Université »), conçu par la famille Battaglia, accueille le siège ainsi que la bibliothèque principale de l'université de Catane ;
- Le palazzo Biscari ;
- Le palazzo Tezzano ;
- La porta Garibaldi, un arc de triomphe érigé en 1768 sous le nom de porta Ferdinandea pour commémorer le mariage de Ferdinand Ier et Marie-Caroline d'Autriche ;
- Le palazzo Rosa (« palais Rose ») ;
- Le palazzo dell'Esposizione ;
- Le palazzo delle Poste (« palais des Postes ») ;
- La clinique Clementi ;
- Le garage Musumeci.

#### Architecture religieuse

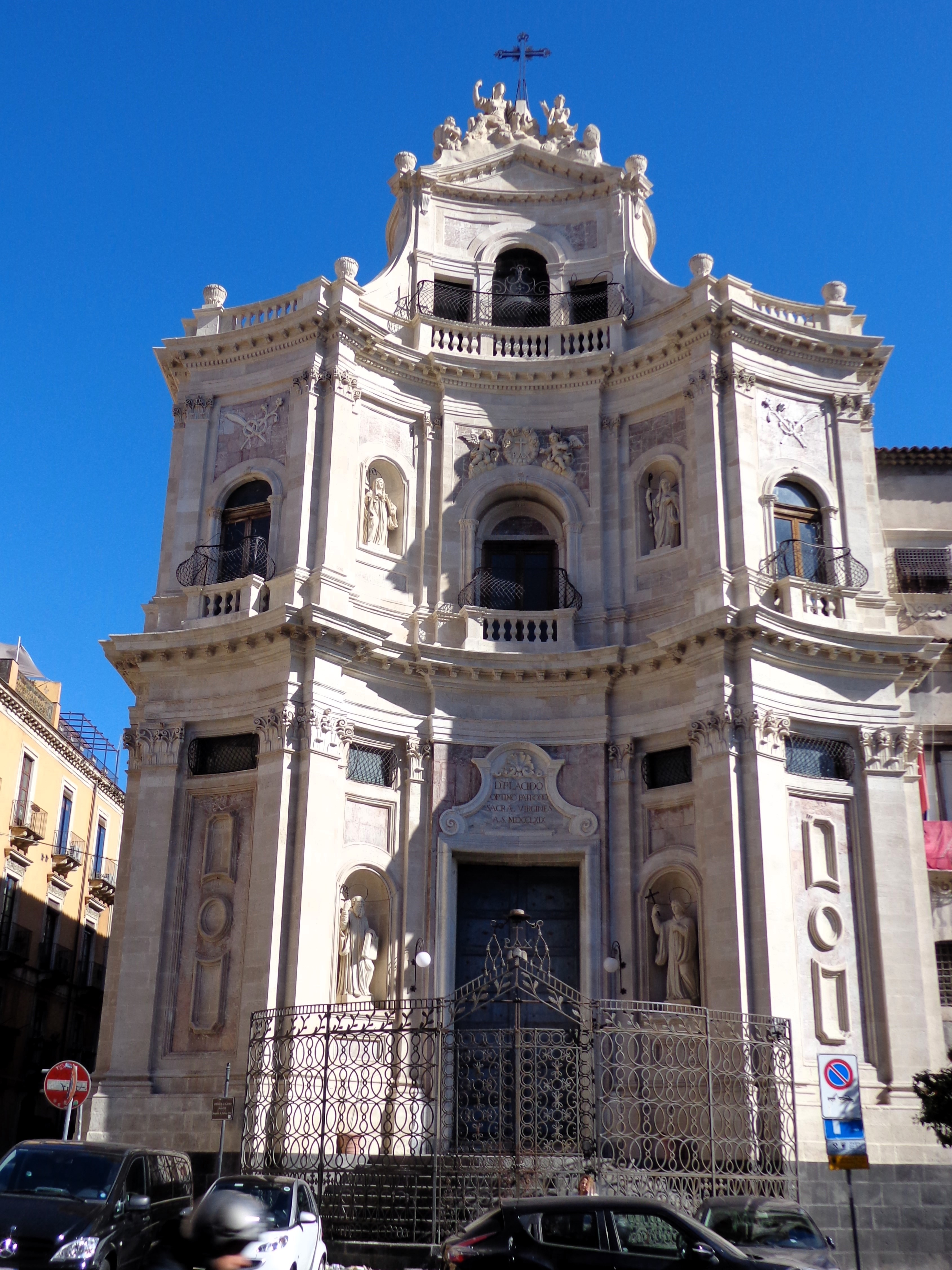
Chiesa di San Placido.

- Dômes de la badia di Sant'Agata (à gauche) et de la cathédrale (à droite).Chiesa di San Benedetto.Chiesa di San Biagio.Basilica della Collegiata.Chiesa di San Francesco d'Assisi all'Immacolata.Chiesa di San Placido.La cathédrale de Catane (1070–1093, reconstruite après le séisme de 1693) ;
- La badia di Sant'Agata (1620) ;

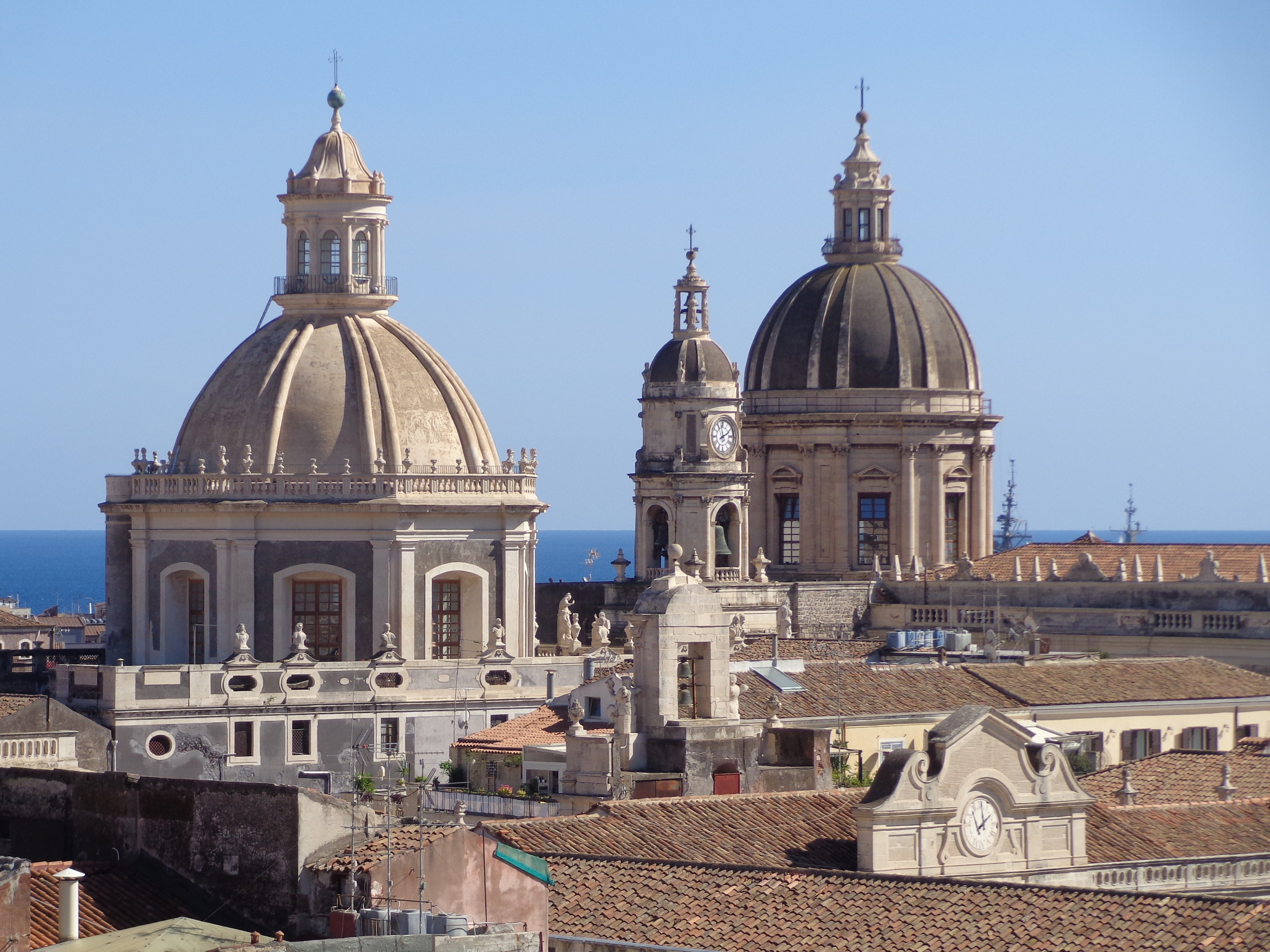
Dômes de la badia di Sant'Agata (à gauche) et de la cathédrale (à droite).

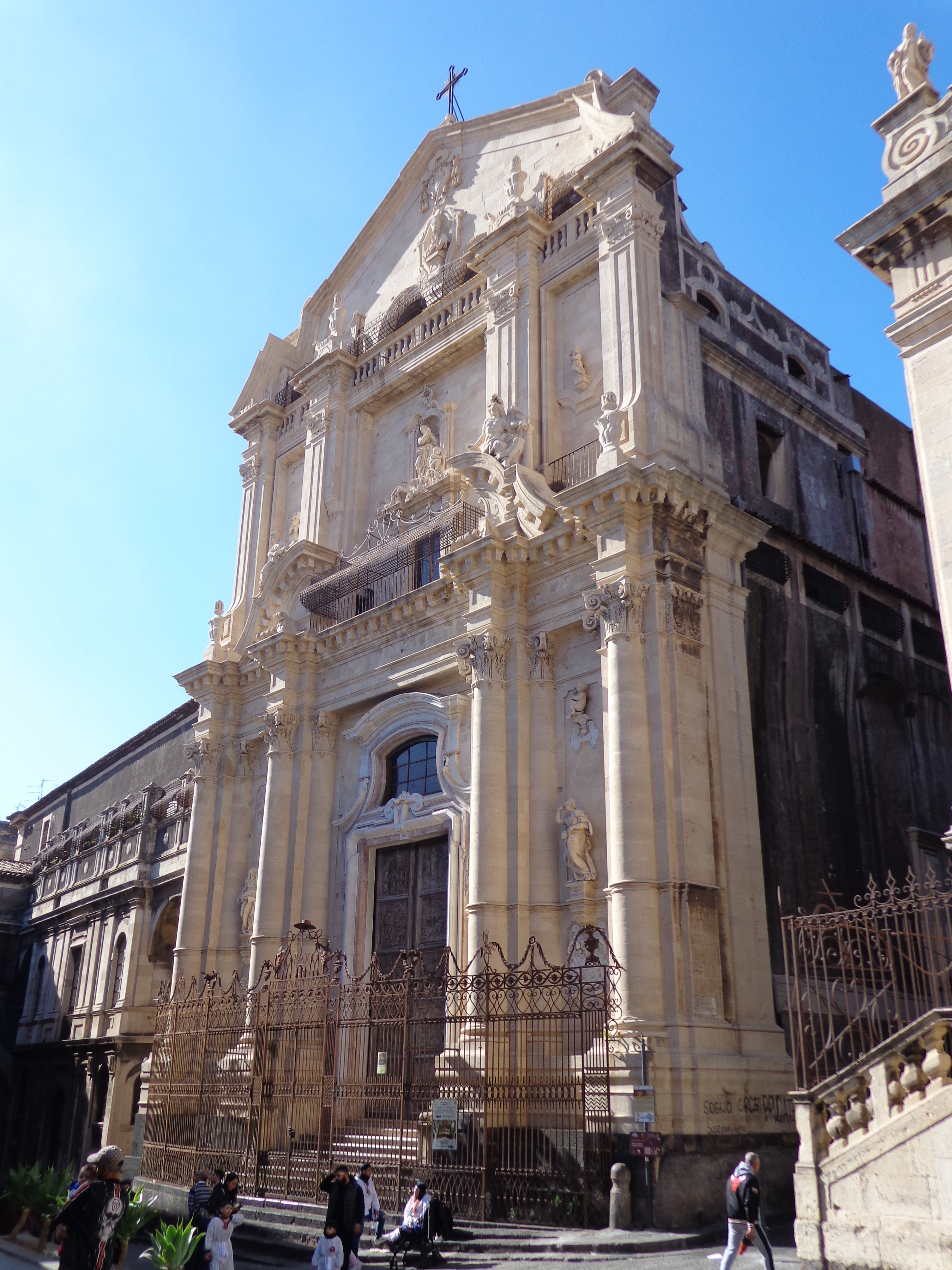
Chiesa di San Benedetto.

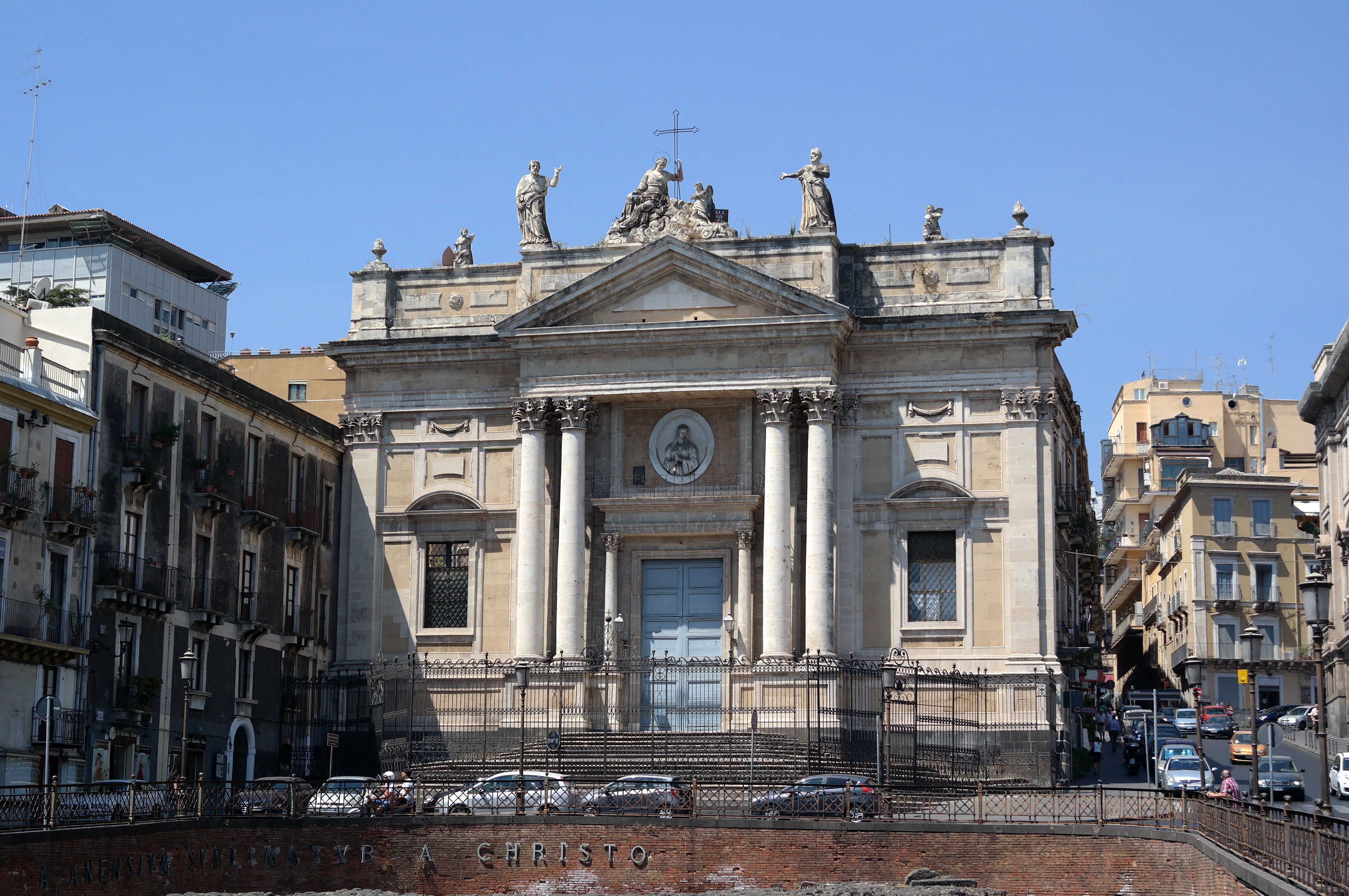
Chiesa di San Biagio.

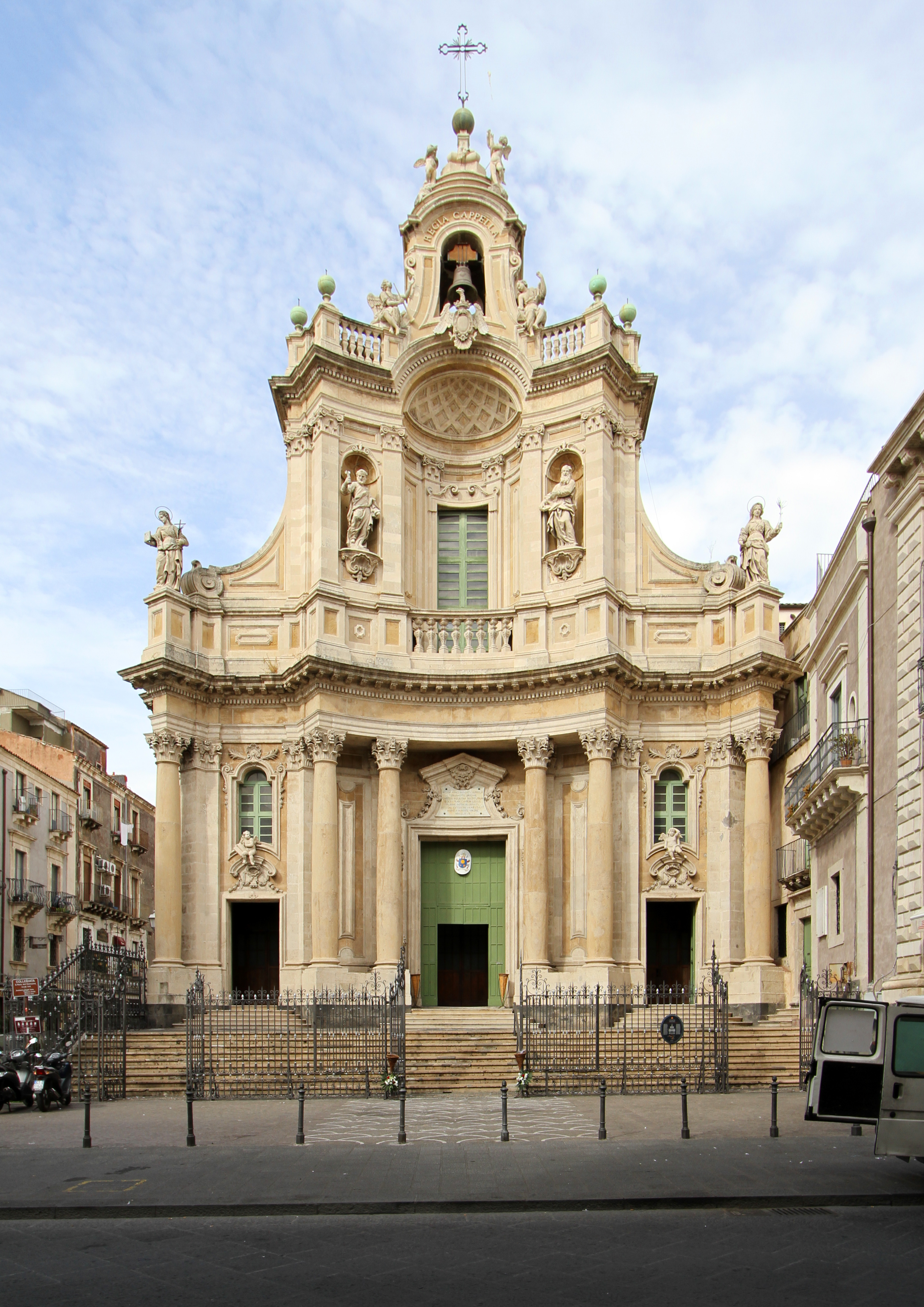
Basilica della Collegiata.

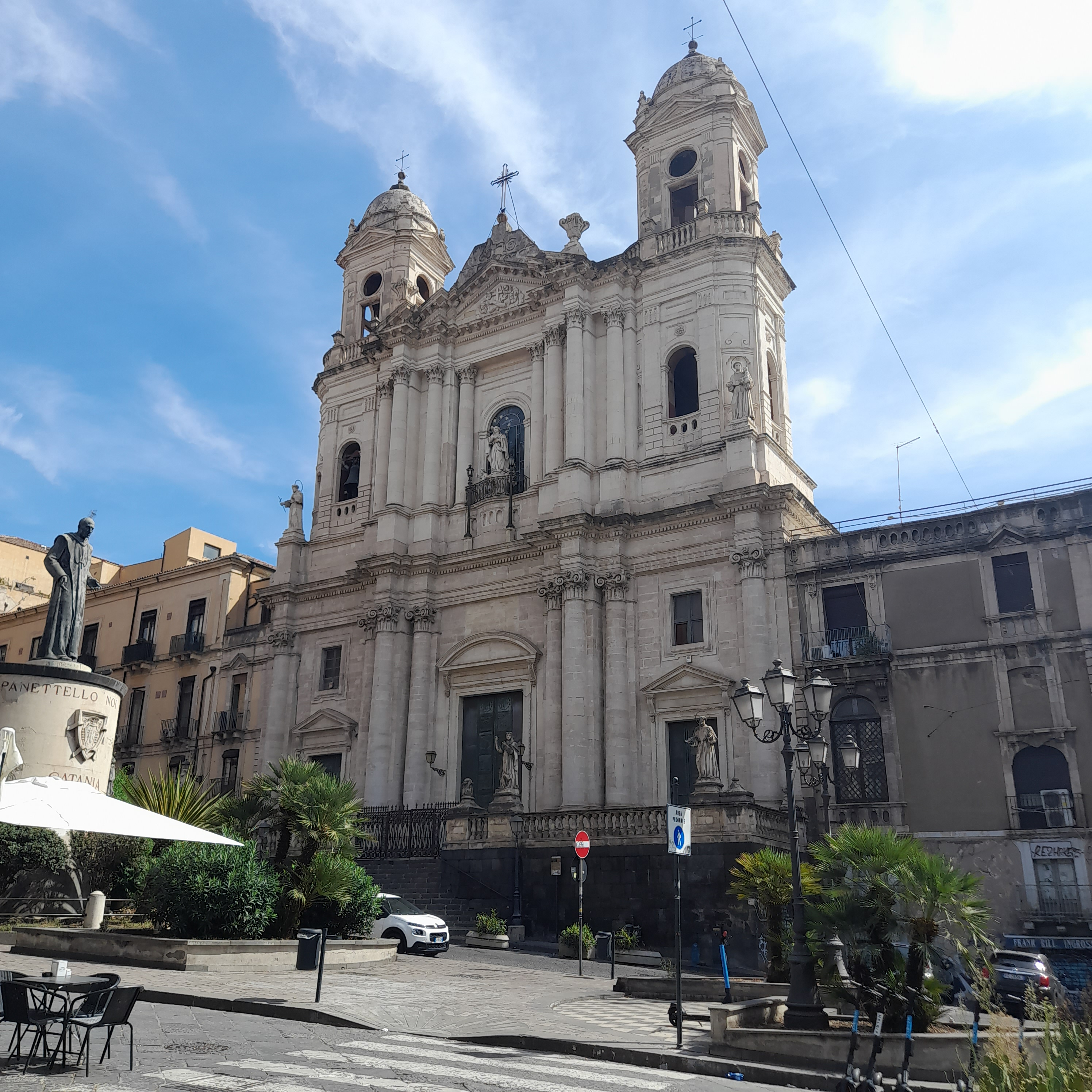
Chiesa di San Francesco d'Assisi all'Immacolata.

- La chiesa di Sant'Agata la Vetere (254), plus ancien lieu de culte chrétien dédié à sainte Agathe, elle fut consacrée, aussitôt après l'Édit de Milan (313), probablement sur les lieux du martyre et de l'ensevelissement de la sainte. L'adjectif latin vetere, veteris indique son rôle de première cathédrale de la ville et son ancienneté. C'est là que sainte Lucie de Syracuse se rendra en pèlerinage pour demander grâce pour sa mère malade. Détruite par le séisme de 1693, elle fut rebâtie en 1722. L'intérieur contient les restes des fondations de la façade primitive et de la sacristie, et l'ancien écrin en bois qui fit fonction de coffre pour les reliques de la sainte. En outre, au centre de l'abside est positionné le sarcophage de marbre historié avec les scènes de la « chasse au sanglier de Calydon » en style chrétien byzantin-normand. Elle fut la toute première sépulture à accueillir les dépouilles torturées de la jeune fille, hâtivement déposées dans cette caisse par un groupe de Christicoles (adorateurs du Christ), seuls éplorés témoins oculaires de son martyre ;
- La chiesa di Sant'Agata al Borgo (1669, reconstruite après le séisme de 1693) ;
- La chiesa di Sant'Agata al Carcere (1760), construite au-dessus de la geôle (carcere) où sainte Agathe fut emprisonnée durant le procès sanguinaire dressé à son encontre ;
- La chiesa di San Benedetto (1704–1713), dédiée à Benoît de Nursie ;
- La chiesa di San Biagio (1098, reconstruite après le séisme de 1693), autrefois dédiée à Sant'Agata alla Fornace ;
- La basilica della Collegiata (1768), à la façade typique du baroque sicilien conçue selon les plans de Stefano Ittar ;
- La chiesa di San Camillo dei Mercedari ;
- La chiesa di San Domenico (1224), autrefois dédiée à Santa Maria la Grande jusqu'à son acquisition par l'ordre des Dominicains ;
- La chiesa di San Francesco d'Assisi all'Immacolata (1329), construite sur les ruines du temple de Minerve par la reine Éléonore de Sicile, qui y est ensevelie ;
- La chiesa di San Francesco Borgia, ancien collège des Jésuites ;
- La chiesa di San Gaetano alle Grotte (260), ainsi nommée en raison de la présence de grottes situées sous ses fondations, les soi-disant « Grottes Blanches » aux fresques des IVe et XVIe siècles. Elles sont un système de cavités souterraines recouvertes partiellement d'anciennes coulées laviques qui avaient la fonction de catacombes (le cadavre de sainte Agathe y fut déposé après son martyre). Le temple abrite une petite chapelle à côté de laquelle se trouve une vasque dont les eaux étaient utilisées pour les baptêmes. Il s'élève à l'endroit où un évêque catanais construisit la première église chrétienne de la ville en l'an 260. Détruite par les Sarrasins, elle fut reconstruite au début du XIe siècle. En 1508, elle fut dédiée à saint Gaétan. De nouveau détruite en 1674, elle fut reconstruite en 1800 par l'évêque Corrado Deodato Moncada. Sur la façade, une admirable statue de saint Gaétan accompagné de l'enfant Jésus ;
- La chiesa di San Gaetano alla Marina ;
- La chiesa di San Giuliano ;
- Le santuario della Madonna del Carmine (1729) ;
- La chiesa di Santa Maria di Gesù (1465, restaurée en 1706) ;
- La chiesa di Santa Maria dell'Indirizzo (1730), un récit local transmet la légende d'un miracle survenu en 1610 au nouveau vice-roi d'Espagne en Sicile, Pedro Tellez-Girón, IIIe duc d'Osuna. Il devait se rendre immédiatement à Catane pour y occuper sa nouvelle charge et décida de s'y rendre par la voie maritime. Mais la nuit choisie pour le départ, les conditions de navigation étaient dangereuses et une bourrasque assaillit son vaisseau. Proie des vagues et résigné à sa mort, le notable et son équipage furent encouragés par une lumière, un foyer lointain mais fort lumineux qui indiqua à la chiourme l'exacte position du port de Catane. Le bateau attribuera la route correcte à ce phare providentiel et à l'intercession de la Vierge Marie pour esquiver le destin contraire et la violence des lames. Quand, enfin, le nouveau gouverneur aborda les accotements portuaires, il découvrit avec beaucoup d'étonnement que la signalisation provenait d'une lampe votive d'une petite icône de la sainte Vierge du Carmel. Près de là, à sa place, sera construit un couvent avec église géré par les Carmes. La construction sera dédiée à la Bienheureuse Vierge de l'Adresse, c'est-à-dire de la « juste direction » ;
- La chiesa di Santa Maria della Purità (1775) ;
- La chiesa di Santa Maria della Rotonda ;
- La chiesa di Santa Maria dell'Aiuto ;
- La chiesa di San Martino dei Bianchi, siège de l'Archiconfrérie des Blancs ;
- La chiesa di San Michele Arcangelo ai Minoriti, siège de l'ordre des Frères mineurs ;
- La basilica di San Nicolò l'Arena (1687), extension inachevée du monastère de San Nicolò l'Arena (1558), qui comprend un escalier monumental et un cloître d'inspiration baroque, un deuxième cloître et des jardins luxuriants et éclectiques à l'accès libre, un musée, une bibliothèque et des sous-sol en partie creusés dans la pierre de lave. Les touristes y côtoient les étudiants de l'université intégrée en ses murs ;
- La chiesa di San Placido (1769) ;
- La chiesa di Santa Rita in Sant'Agostino ;
- La chiesa di Santa Teresa, couvent ;
- La chiesa della Santissima Trinità ;
- Le conservatorio delle Verginelle di Sant'Agata.  - Monastero di San Nicolò l'Arena

Monastero di San Nicolò l'Arena
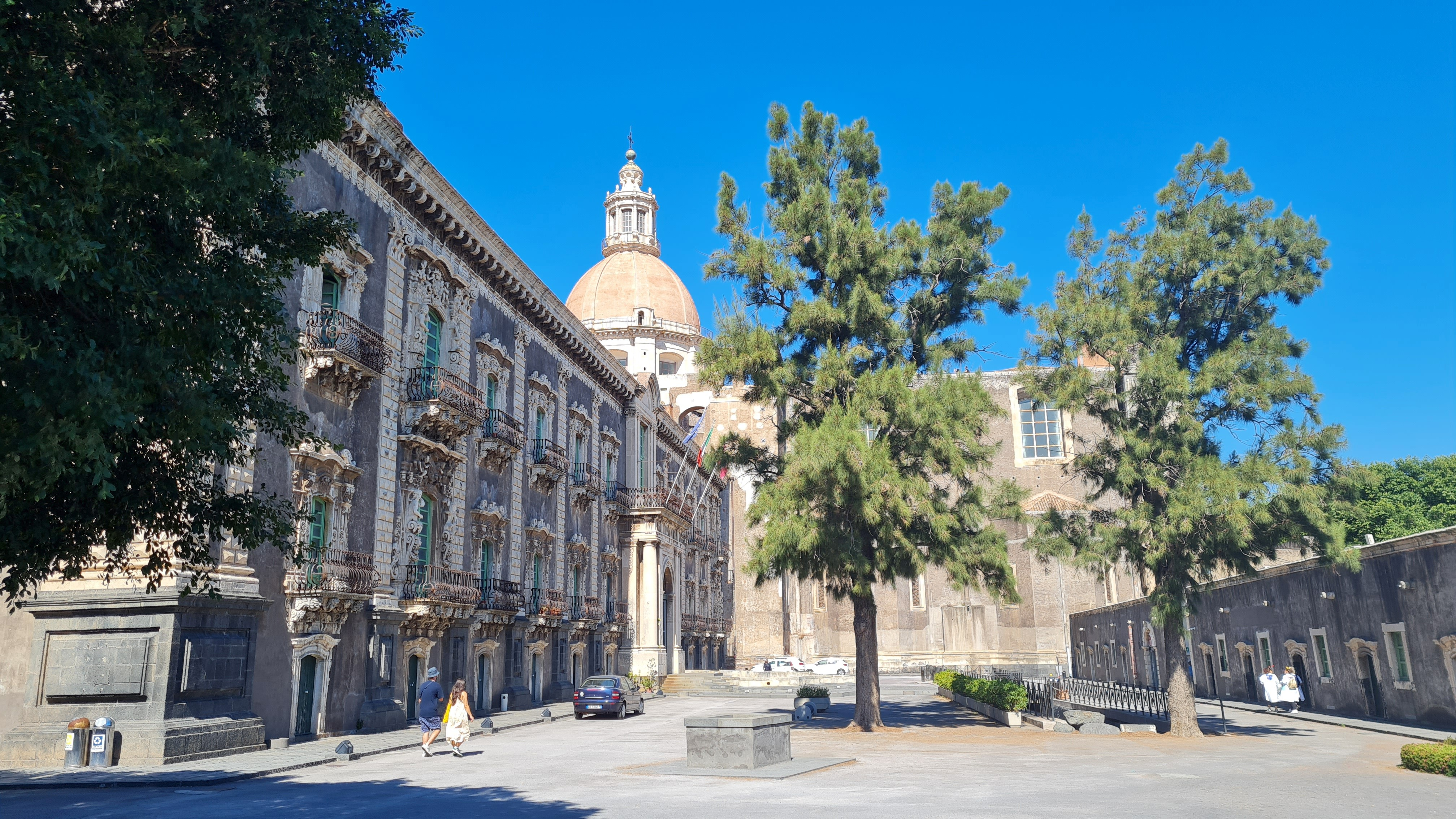
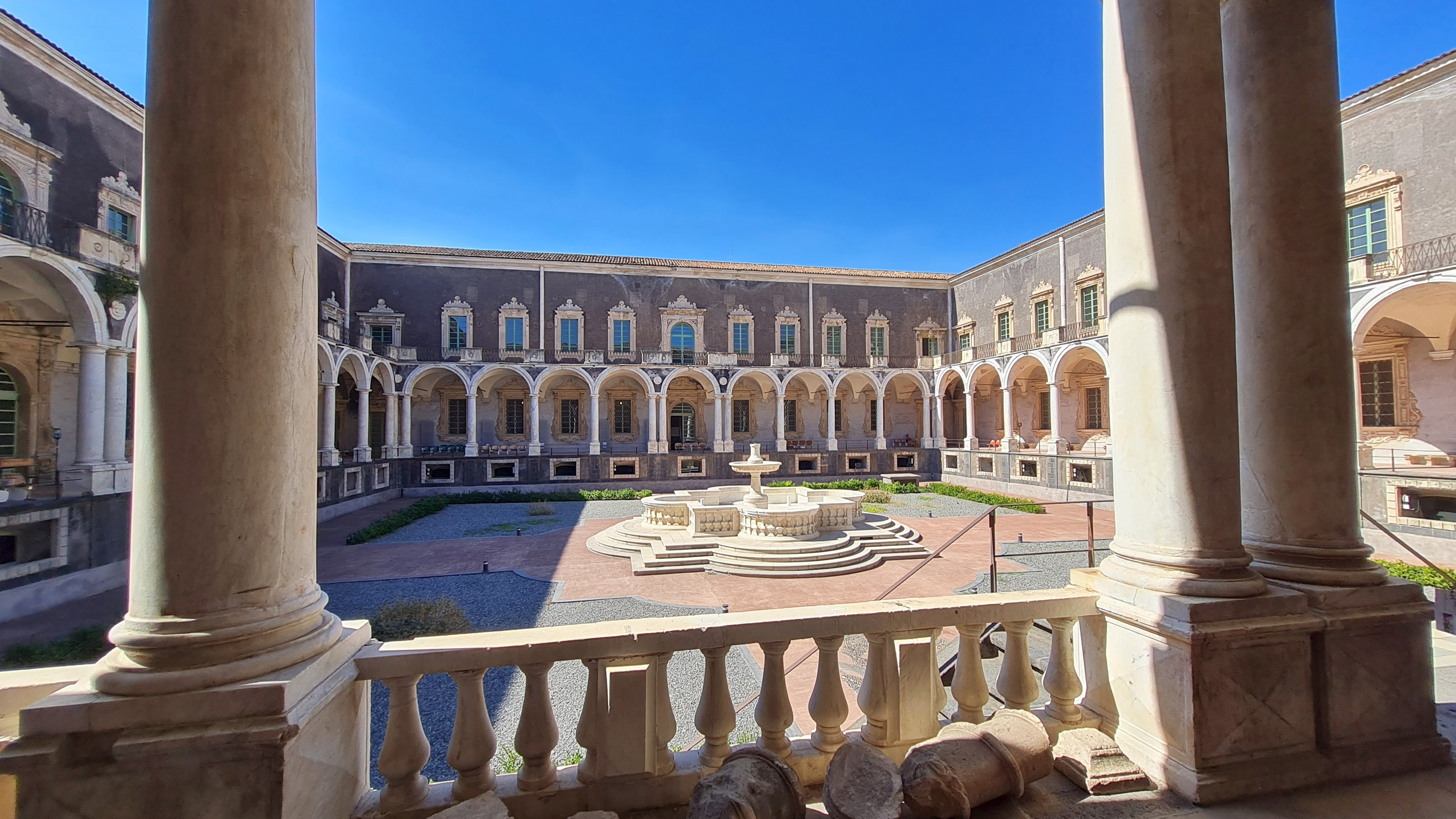
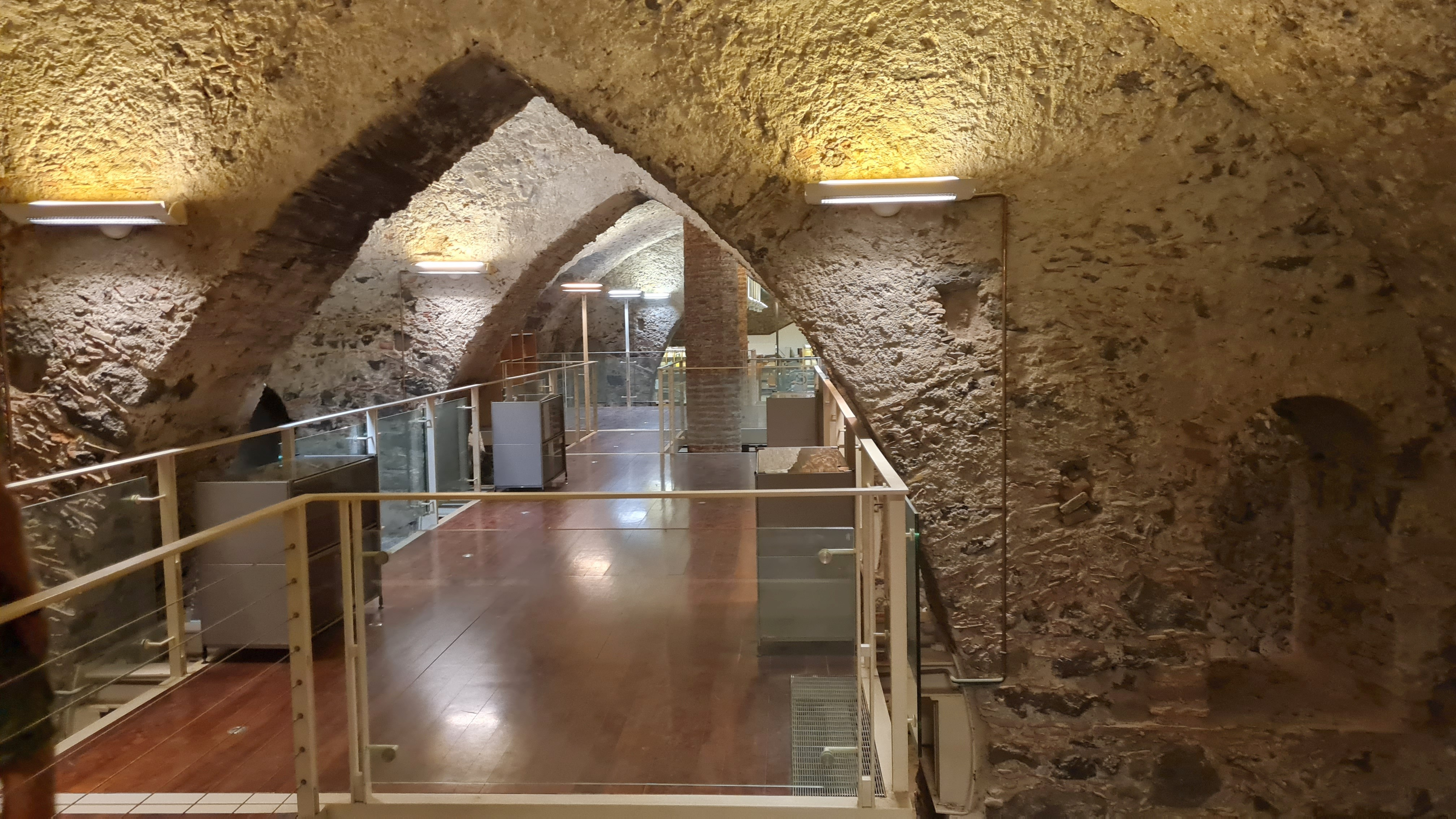
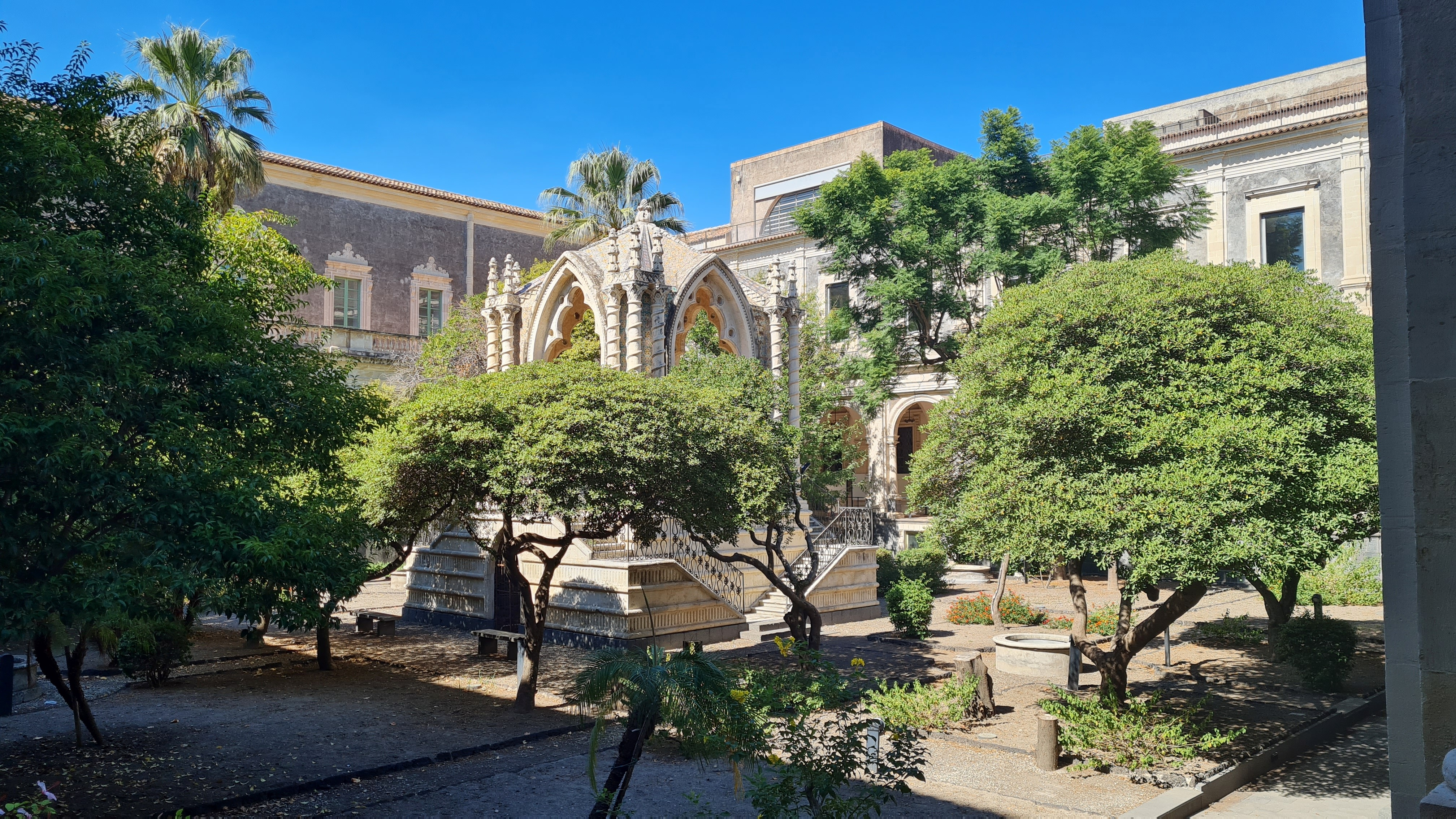

#### Architecture militaire

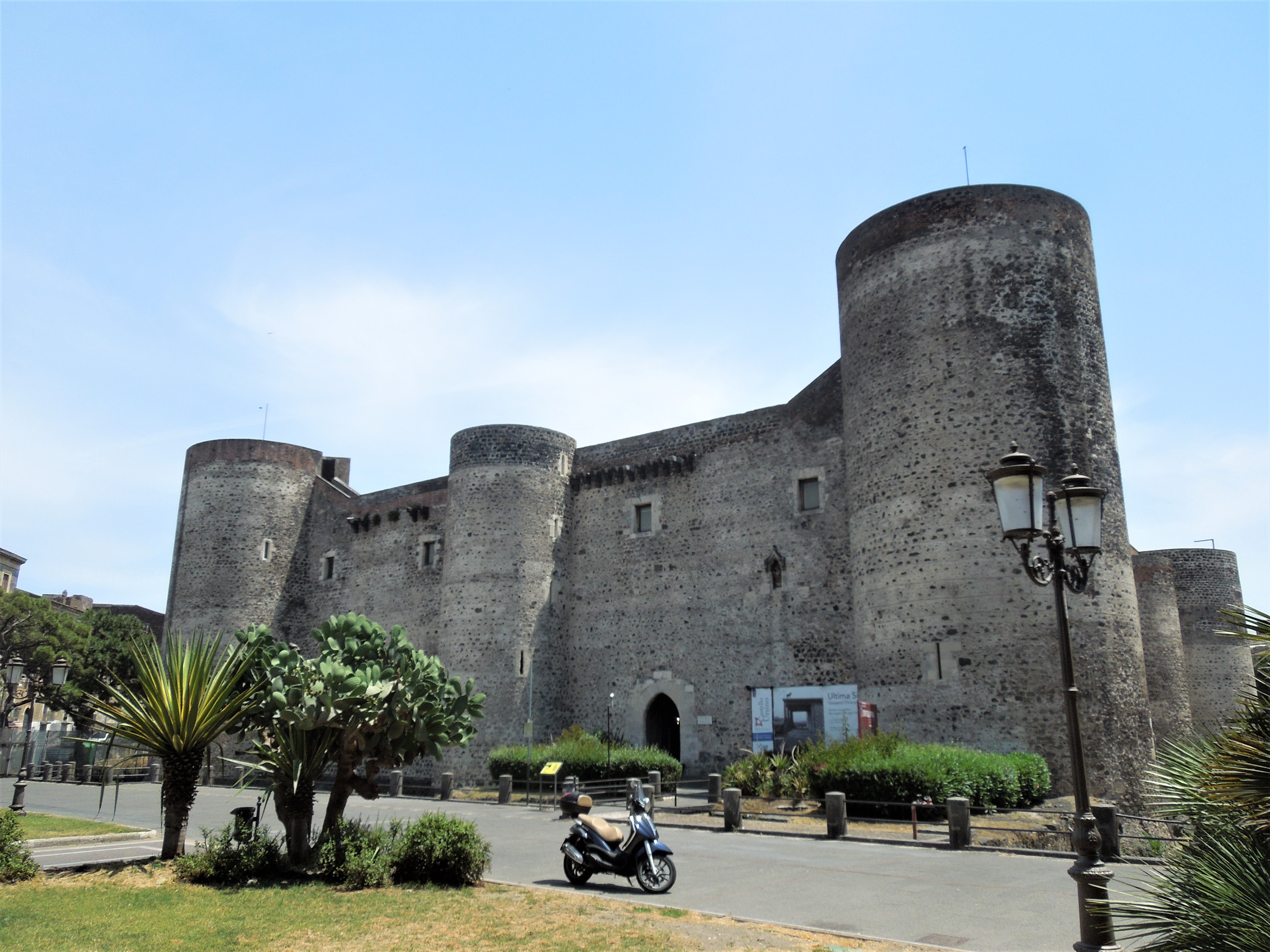
Castello Ursino.

- Castello Ursino.Castello Ursino, construit aux environs de l'an 1239 sur ordre du roi Frédéric II de Sicile, qui accueille le musée de la ville.

#### Sites archéologiques

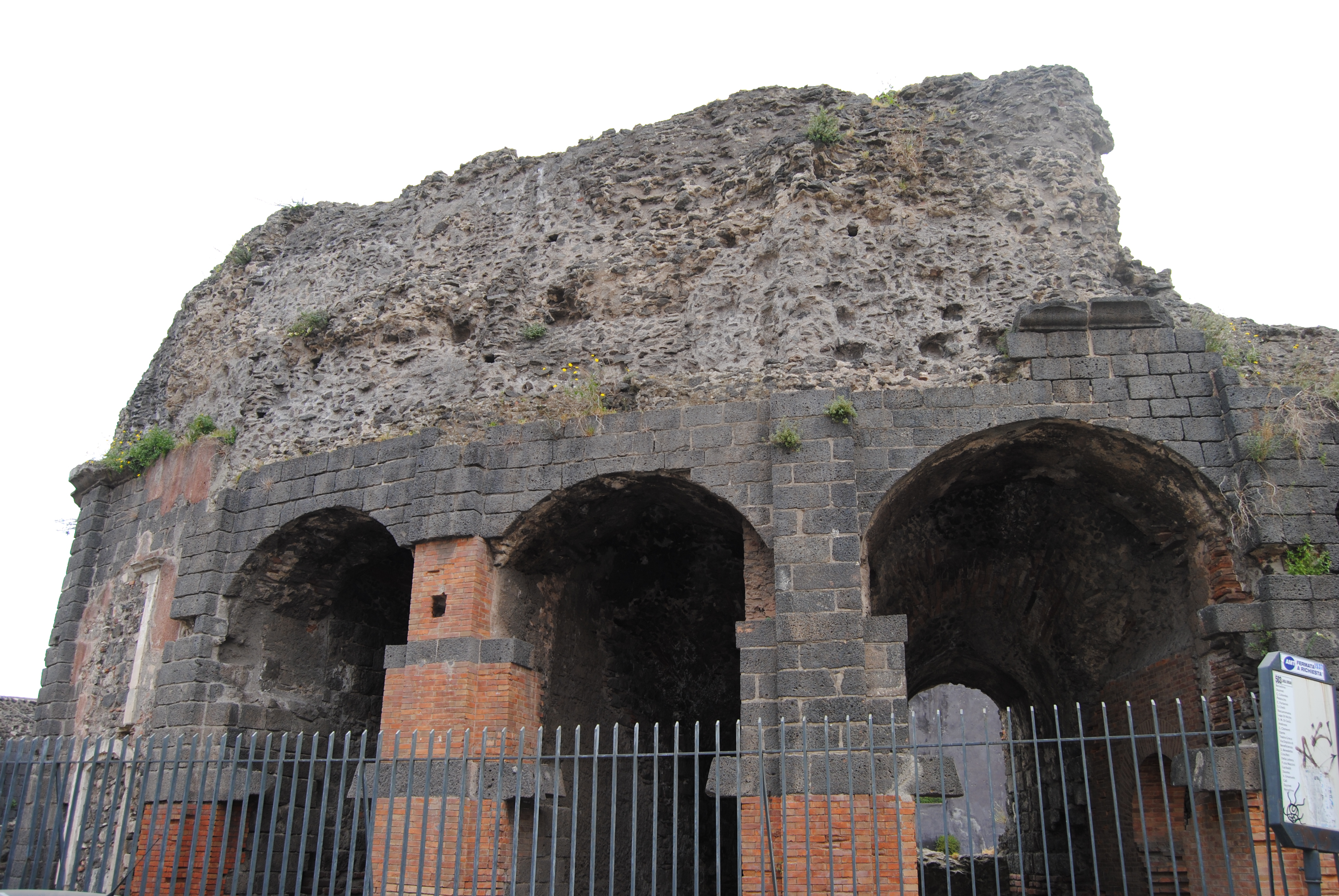
Odéon.
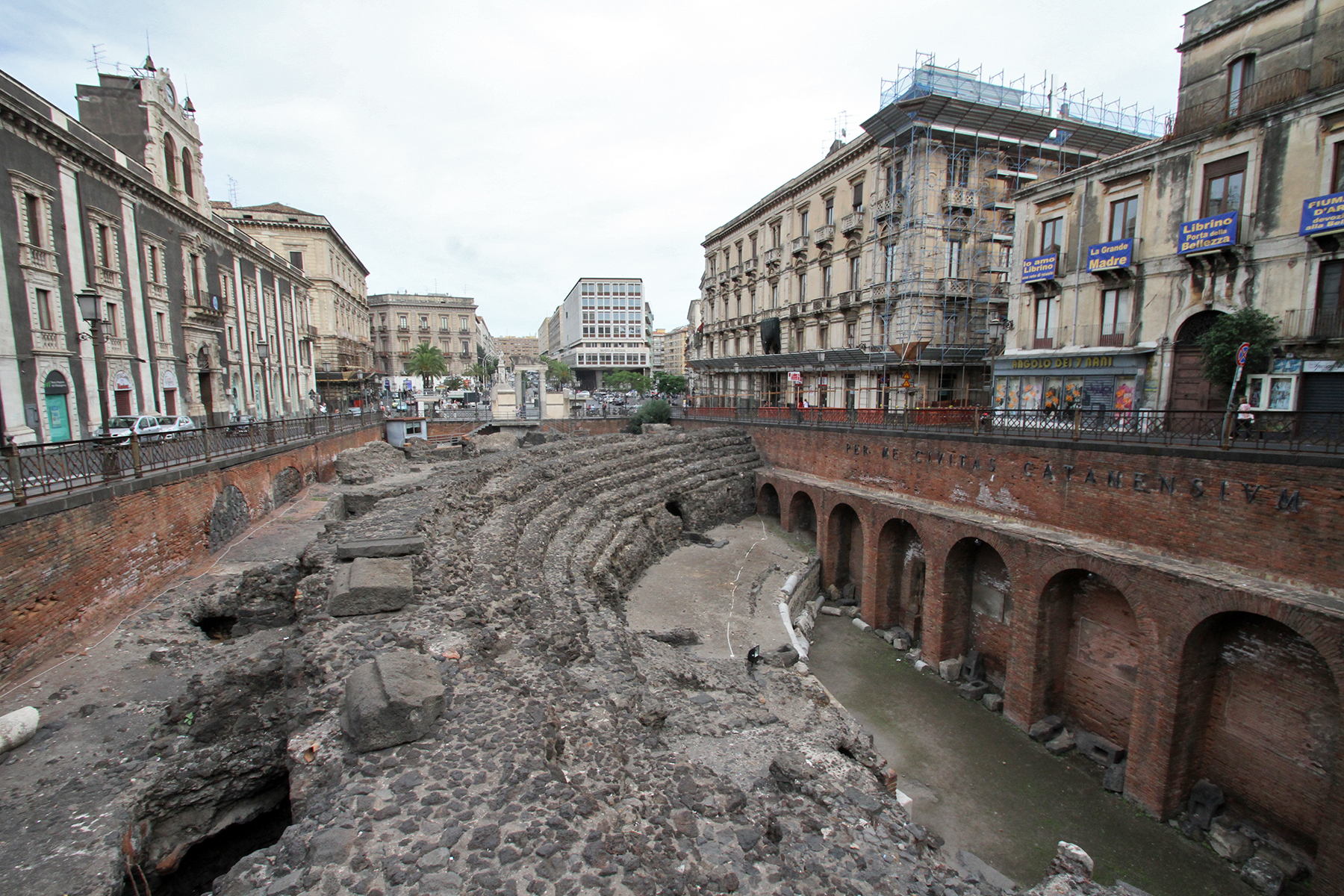
Amphithéâtre romain.
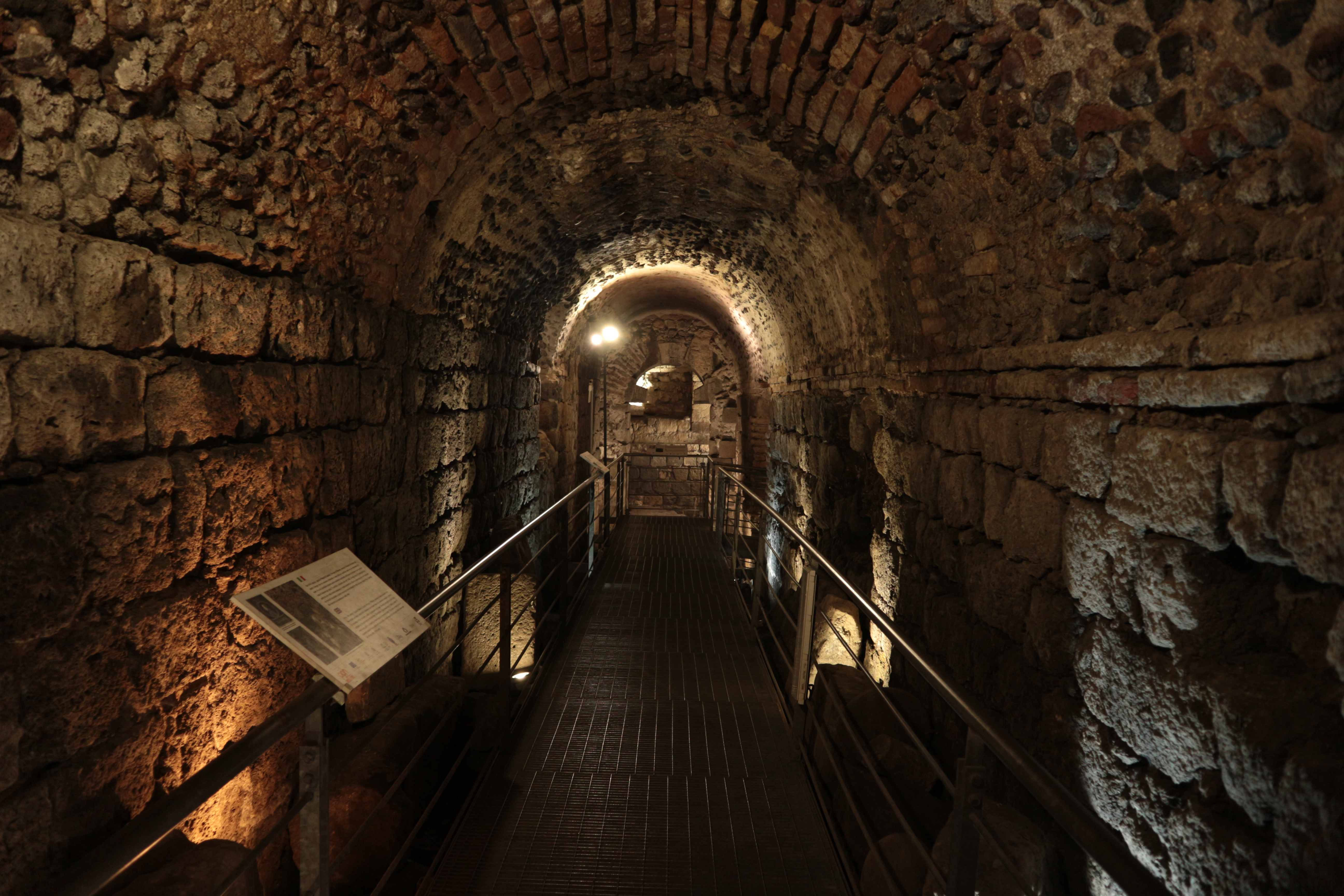
Thermes romains.

La ville de Catane a été ensevelie par des coulées de lave à dix-sept reprises dans son histoire. Sous les couches de la ville actuelle se trouvent les vestiges de la ville romaine qui l'a précédée ainsi que celles de la cité grecque encore plus ancienne. Bon nombre des monuments anciens de la cité grecque ont été perdus, et la plupart des témoignages subsistants de l'époque antique sont d'origine romaine. Aujourd'hui, divers vestiges anciens sont disséminés dans le centre-ville, intégrés dans un parc archéologique (parco archeologico greco-romano di Catania).
- Théâtre gréco-romain : il existait déjà au Ve siècle av. J.-C. mais fut remanié plusieurs fois sous les Julio-Claudiens, les Flaviens et Hadrien. Les éléments scéniques ont disparu (sauf des colonnes exposées au musée de Catane) mais plusieurs colonnes du portique subsistent. La cavea orientée au sud et construite en basalte noir avec des sièges plaqués de marbre blanc comptait 23 rangs de sièges dans sa partie inférieure, 10 rangs dans sa partie médiane et 5 dans la partie supérieure[81], avec un diamètre de 87 mètres. Il pouvait accueillir environ 7 500 spectateurs qui y accédaient par les vomitoires desservis par trois corridors semi-circulaires ;
- Odéon de 1 500 places, construit à côté du théâtre avec la même orientation au sud. Sa cavea semicirculaire mesure 42 mètres de diamètre et l'orchestre 10 mètres ;
- Amphithéâtre romain de Catane, construit en lave puis recouvert de plaques de marbre, d'un diamètre elliptique d'environ 120 m sur le grand axe et de 105 m sur le petit axe ;
- Acropole grecque de Montevergine ;
- Thermes : Santa Maria dell'Indirizzo, terme della Rotonda.

#### Patrimoine environnemental

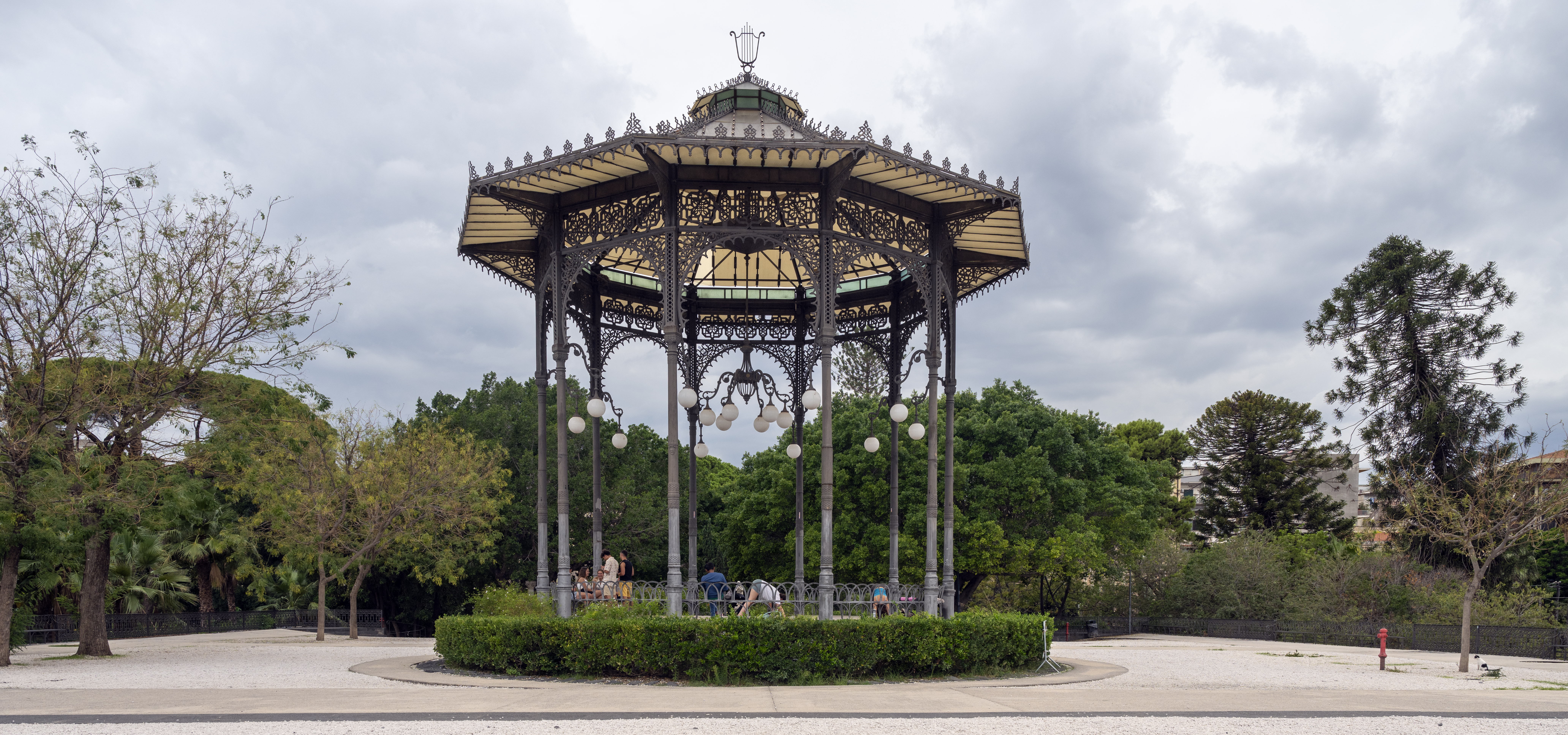
Kiosque public dans la villa Bellini.

- Kiosque public dans la villa Bellini.Jardins de la villa Bellini ;
- Jardin botanique de l'université ;
- Jardins de la villa Pacini.

### Culture
Le compositeur d'opéra Vincenzo Bellini est né au palazzo Gravina-Cruyllas, situé dans le centre-ville de Catane. Ce palais abrite aujourd'hui un musée qui lui est dédié.
Giovanni Verga est lui aussi né à Catane en 1840. Considéré comme le plus grand représentant du vérisme, mouvement littéraire italien proche du naturalisme, il a dépeint dans ses romans la vie des classes populaires siciliennes, des pêcheurs aux tailleurs de pierre, en écrivant dans un mélange de langue littéraire et de dialecte local.
La ville de Catane abrite le siège du journal La Sicilia ainsi que la chaîne de télévision Antenna Sicilia. Plusieurs autres chaînes de télévision locales et magazines de presse gratuite siègent aussi à Catane.

#### Théâtre

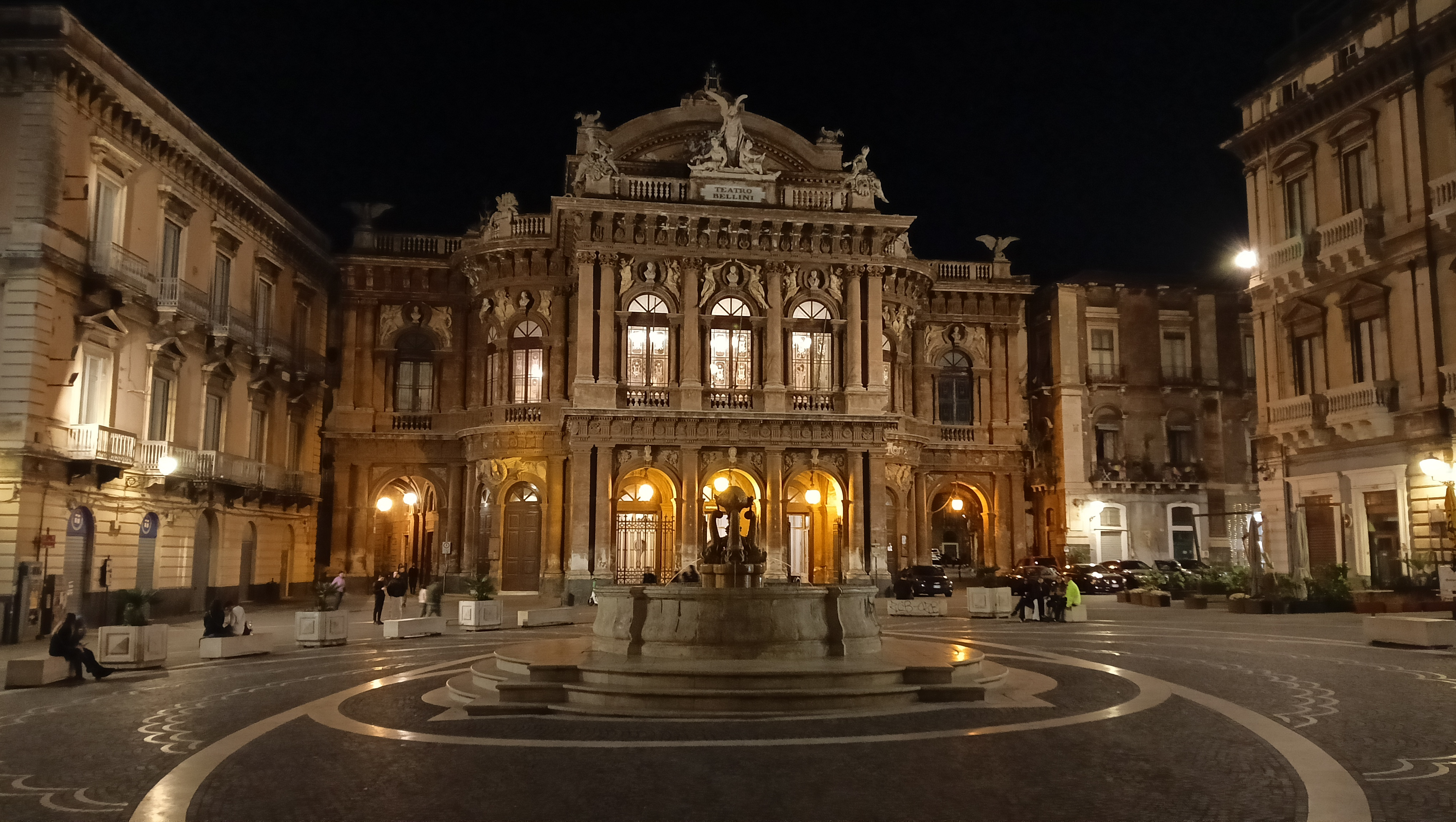
Teatro Massimo Vincenzo Bellini.

Catane est la ville de Sicile qui a la plus grande densité de théâtres. Les compagnies théâtrales y sont nombreuses tant professionnelles qu'amateur. L'un des plus beaux édifices de la ville est le teatro Massimo Vincenzo Bellini, construit à la fin du XIXe siècle : il peut accueillir 1 200 spectateurs. Maria Callas et Pavarotti y ont chanté.
La ville est réputée pour son architecture baroque et sa tradition des marionnettes.

#### Manifestations culturelles et festivités
Elle accueille Etna Comics, une convention de bandes dessinées très populaire, ayant compté 12 éditions à ce jour[Quand ?], ainsi que le Catania Tango Festival, un événement international de tango. La 22e édition du festival a attiré des danseurs de 27 pays différents.
La ville est également le théâtre du Catania Jazz Festival, qui se déroule généralement sur plusieurs mois d'hiver avec des concerts dans toute la ville. De la fin des années 1980 aux années 1990, Catane a connu une scène musicale populaire dynamique et unique. Des groupes de pop et de rock indépendants, des stations de radio locales et des labels de musique dynamiques ont émergé, faisant vivre à la ville une période culturelle effervescente. Des artistes comme Carmen Consoli et Mario Venuti, ainsi que des groupes de rock indépendant reconnus internationalement comme Uzeda, sont issus de ce bouillonnement culturel catanais.

#### Cuisine

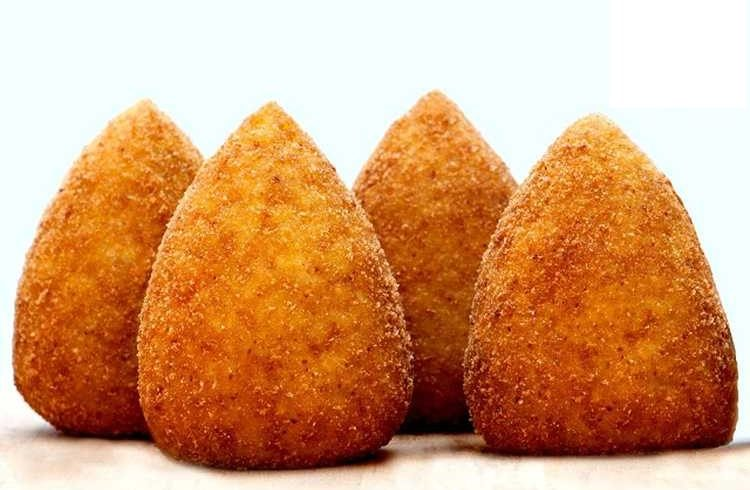
Arancini.

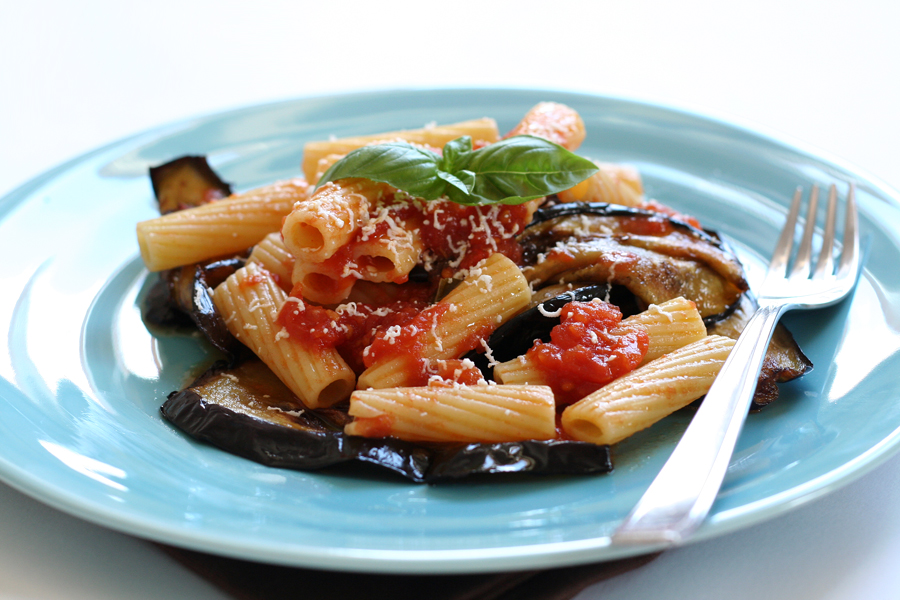
Pasta alla norma.

La gastronomie occupe une place centrale dans la culture de Catane. La cuisine locale met en valeur les caractéristiques de la cuisine sicilienne tout en développant une identité propre à la ville.
Les arancini sont sans doute le plat de street food le plus emblématique de la ville : ces boulettes de riz farcies, enrobées de chapelure et frites, prennent à Catane une forme conique pour évoquer la forme de l'Etna. Parmi les spécialités typiquement locales figurent la cipollina (feuilleté garni d'oignon, tomate et jambon), la bolognese (petite pizza recouverte de tomate, mozzarella, jambon, œuf dur et feuilleté), et les crispelle (beignets farcis à la ricotta ou aux anchois). La viande de cheval est servie dans des échoppes appelées arrusti e mancia (« grille et mange »), où elle est cuite au barbecue en plein air.
Les plats typiques de Catane sont :
- Pasta alla norma (pâtes aux aubergines frites, sauce tomate et ricotta salata), en hommage à l'opéra éponyme de Vincenzo Bellini ;
- Pasta cco niuru (pâtes à l'encre de seiche) ;
- Maccu (purée de fèves) ;
- Bastaddi affucati ou brocculi affucati (chou-fleur ou brocoli mijoté) ;
- Caponata (légumes sautés) ;
- Scacciata (tourte garnie de fromage), traditionnellement consommée pour Noël.

La pâtisserie catanaise est renommée et varie selon les saisons et les événements. Lors de la fête de Sainte-Agathe, patronne de la ville, on déguste des cassatelle (petites cassate) et des olivette (pâte d'amande en forme d'olive). À Pâques, on prépare des aceddi ccu l'ovu (œufs durs enrobés de biscuit). En été, la granita est omniprésente dans la ville. Durant la festa dei morti (fête des morts, 1er novembre), on prépare des biscuits comme l'ossa di mortu, les rame di Napoli ou les nsuddi. Les seins d'Agathe sont une spécialité culinaire locale notamment préparée à l'occasion de la fête de la sainte patronne de la ville. Cette friandise perpétue le récit d'une jeune Agathe ayant subi l'amputation de ses seins pour avoir éconduit un proconsul romain.

### Personnalités liées à Catane
- Franco Battiato (1945–2021), auteur-compositeur-interprète ;
- Gianni Bella (né en 1947), chanteur ;
- Marcella Bella (née en 1952), chanteuse ;
- Vincenzo Bellini (1801–1835), compositeur ;
- Vitaliano Brancati (1907–1954), écrivain ;
- Luigi Capuana (1839–1915), écrivain ;
- Charondas (VIIe siècle av. J.-C.), législateur ;
- Federico De Roberto (1861–1927), écrivain ;
- Rosario Fiorello (né en 1960), comédien et chanteur ;
- Ettore Majorana (1905–?), physicien ;
- Nino Martoglio (1870–1921), écrivain ;
- Angelo Musco (1872–1937), acteur ;
- Tuccio Musumeci (né en 1934), acteur ;
- Giovanni Pacini (1796–1867), compositeur ;
- Ercole Patti (1903–1976), écrivain et journaliste ;
- Goliarda Sapienza (1924–1996), écrivaine ;
- Stésichore (vers 630–555 av. J.-C.), poète ;
- Giovanni Verga (1840–1922), écrivain.

### Symboles

Blason officiel de la ville de Catane.

Les deux devises latines de Catane sont lisibles sur les targes marmoréennes du monumental arc de triomphe sur la piazza Palestro, dit « porta Garibaldi ». Elles citent :
- Melior de Cinere Surgo (« Je renais meilleure de mes cendres ») ;
- Armis Decoratur, Litteris Armatur (« Décorée avec les armes, armée avec les lettres »).

La devise actuelle de la ville est : Catania tutrix regum (« Catane protectrice des rois »).